# Biserica romano-catolică din Bordoșiu
Biserica romano-catolică din Bordoșiu, cu hramul Sfântul Ignațiu de Loyola, este un monument istoric aflat pe teritoriul satului Bordoșiu, comuna Fântânele. În Repertoriul Arheologic Național, monumentul apare cu codul 116812.01.

## Localitatea
Bordoșiu (în maghiară Bordos) este un sat în comuna Fântânele din județul Mureș, Transilvania, România. Prima mențiune documentară este din anul 1566.

## Biserica
Biserica medievală a fost construită în secolul al XV-lea. Se păstrează unul dintre clopotele vechi cu inscripția:  O REX GLORIE VENI CUM PACE. Sat catolic pur în perioada medievală; în contextul reformei protestante locuitorii trec la religia unitariană. În anul 1781 biserica veche a fost înapoiată catolicilor, cu ajutorul baronului Henter. Biserica a fost reconstruită în anul 1857, primind forma actuală. Din biserica veche se păstrează nivelele inferioare ale turnului și, probabil, o parte din zidurile sanctuarului poligonal. În interiorul bisericii se păstrează o cristelniță din piatră din 1470.

## Vezi și
- Bordoșiu, Mureș

## Imagini din exterior

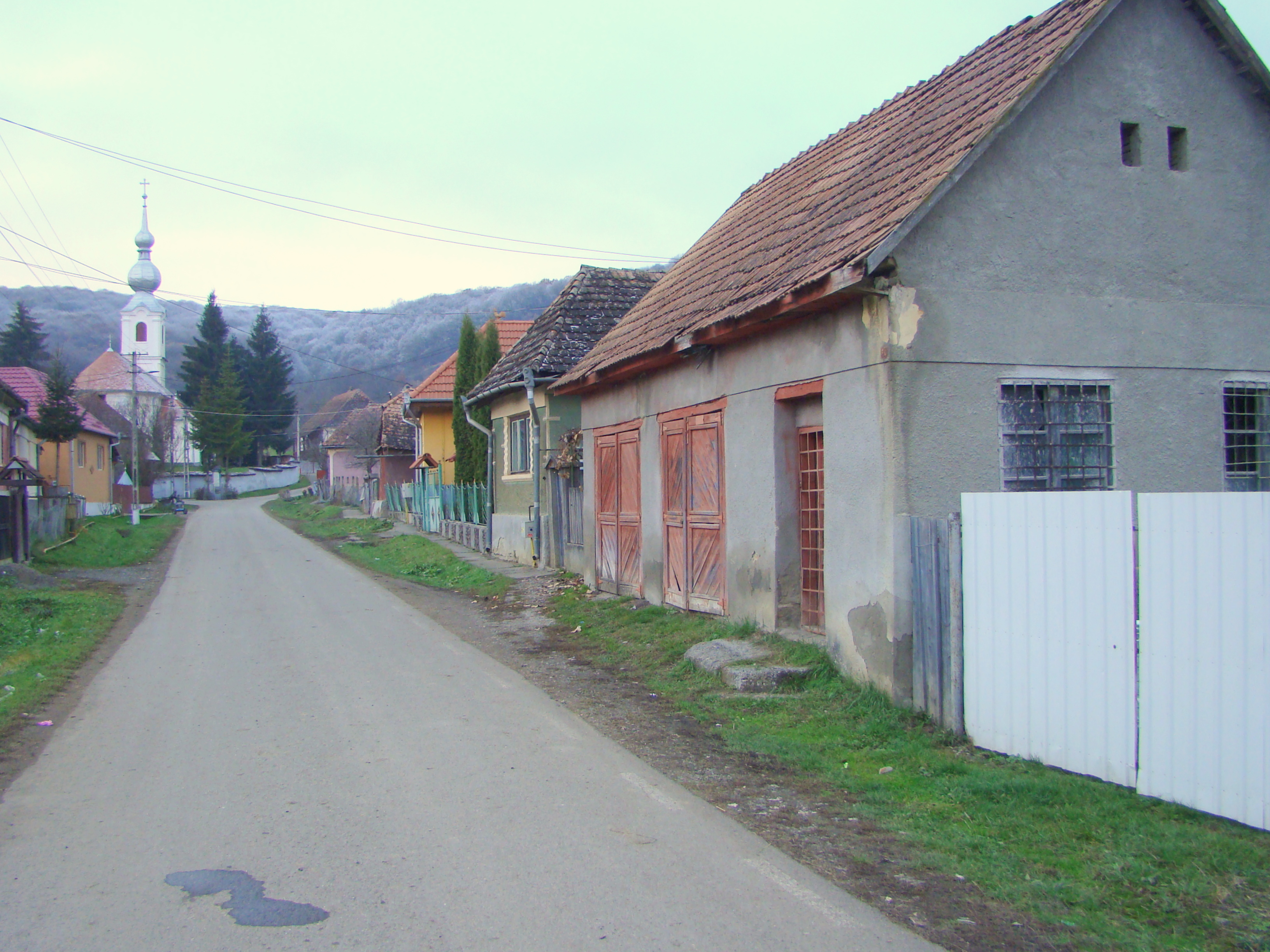
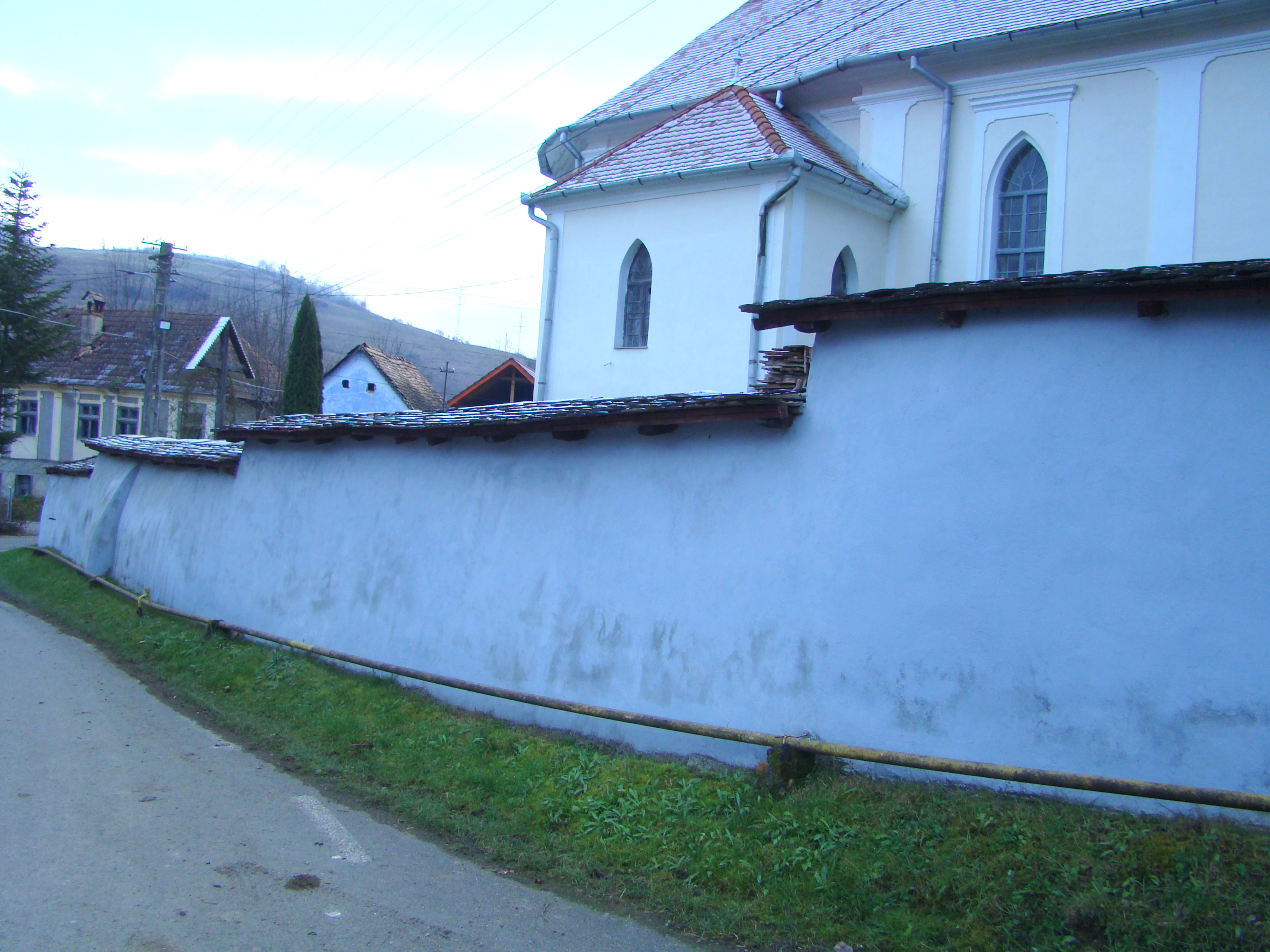
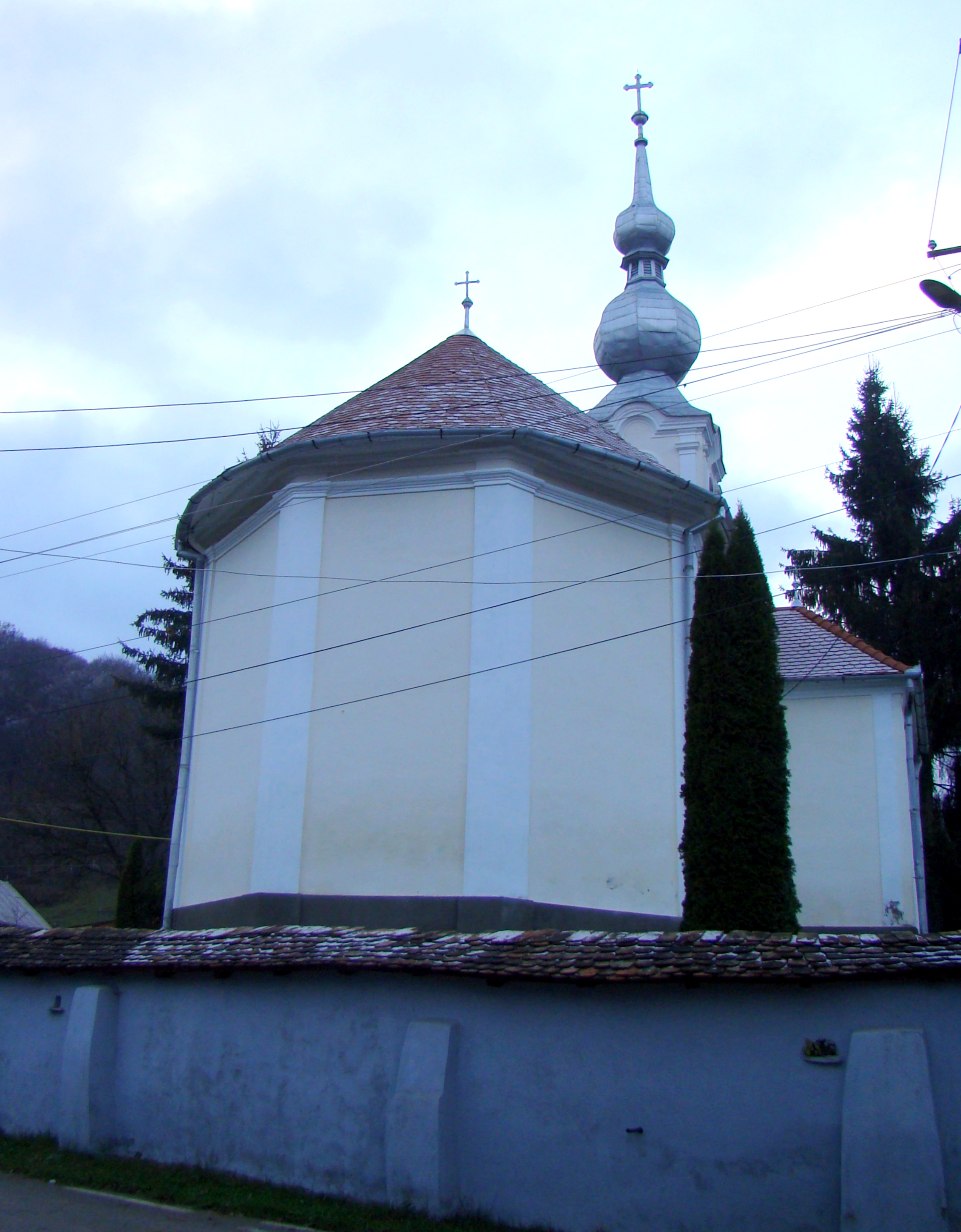
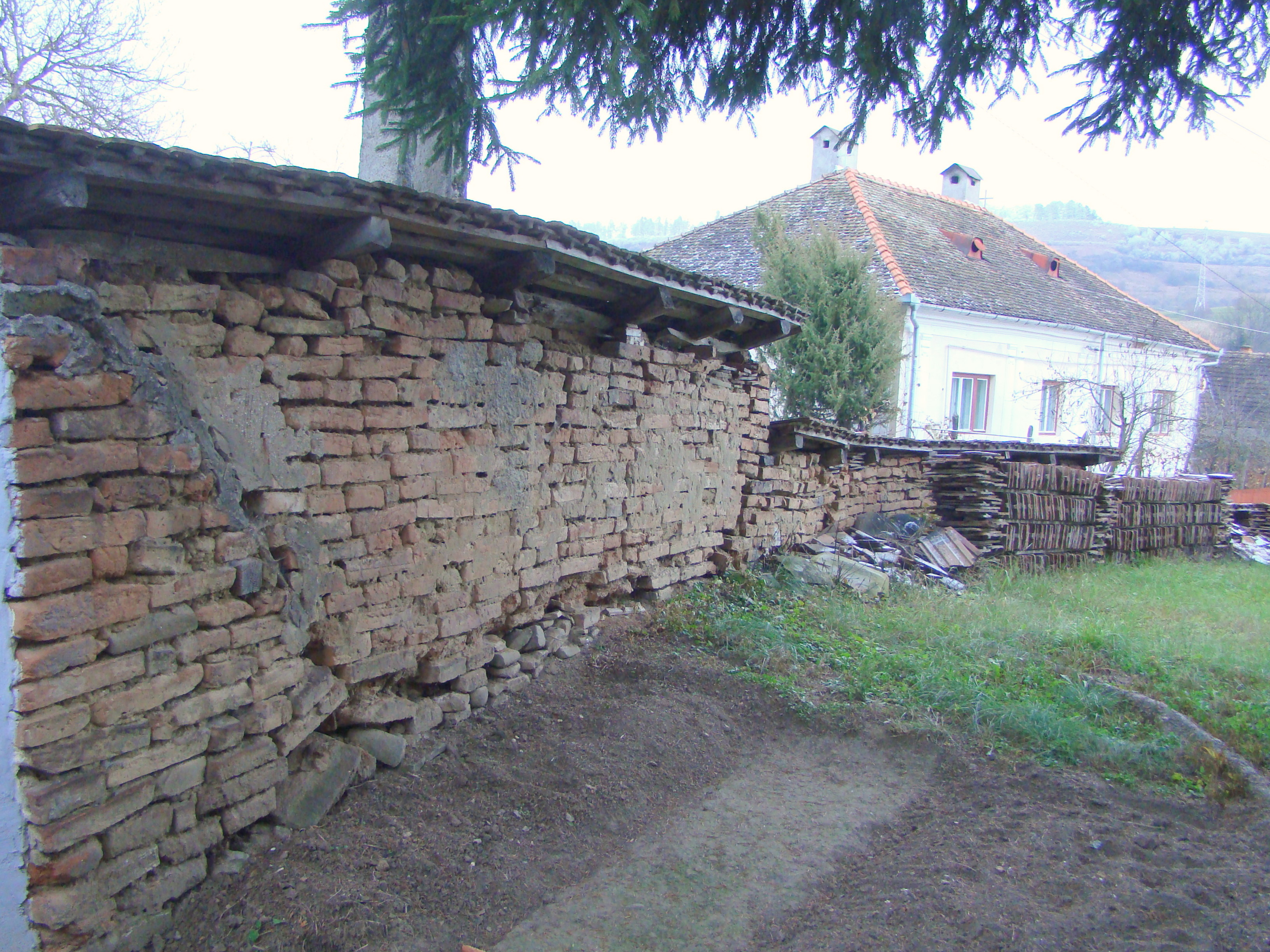
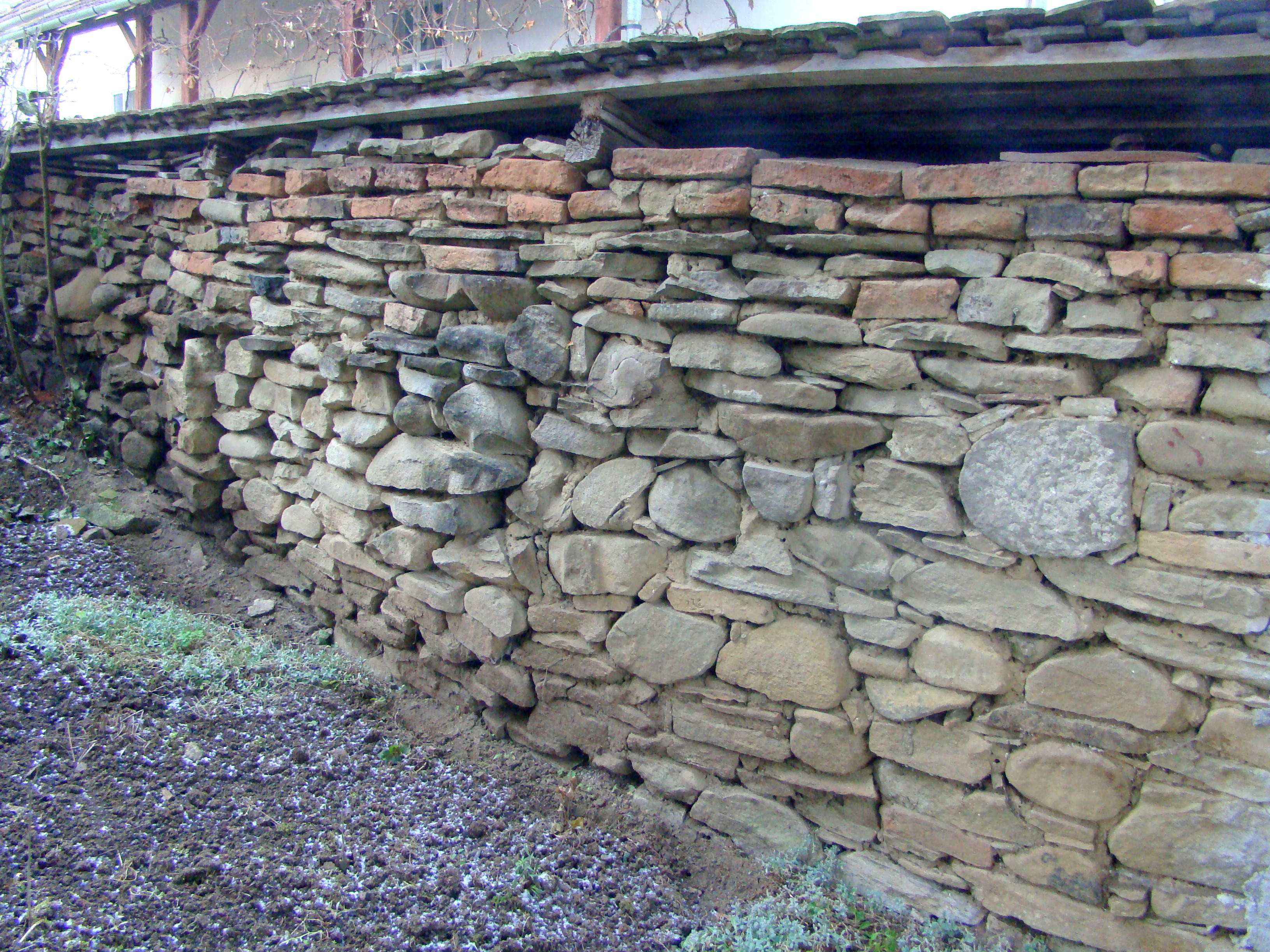
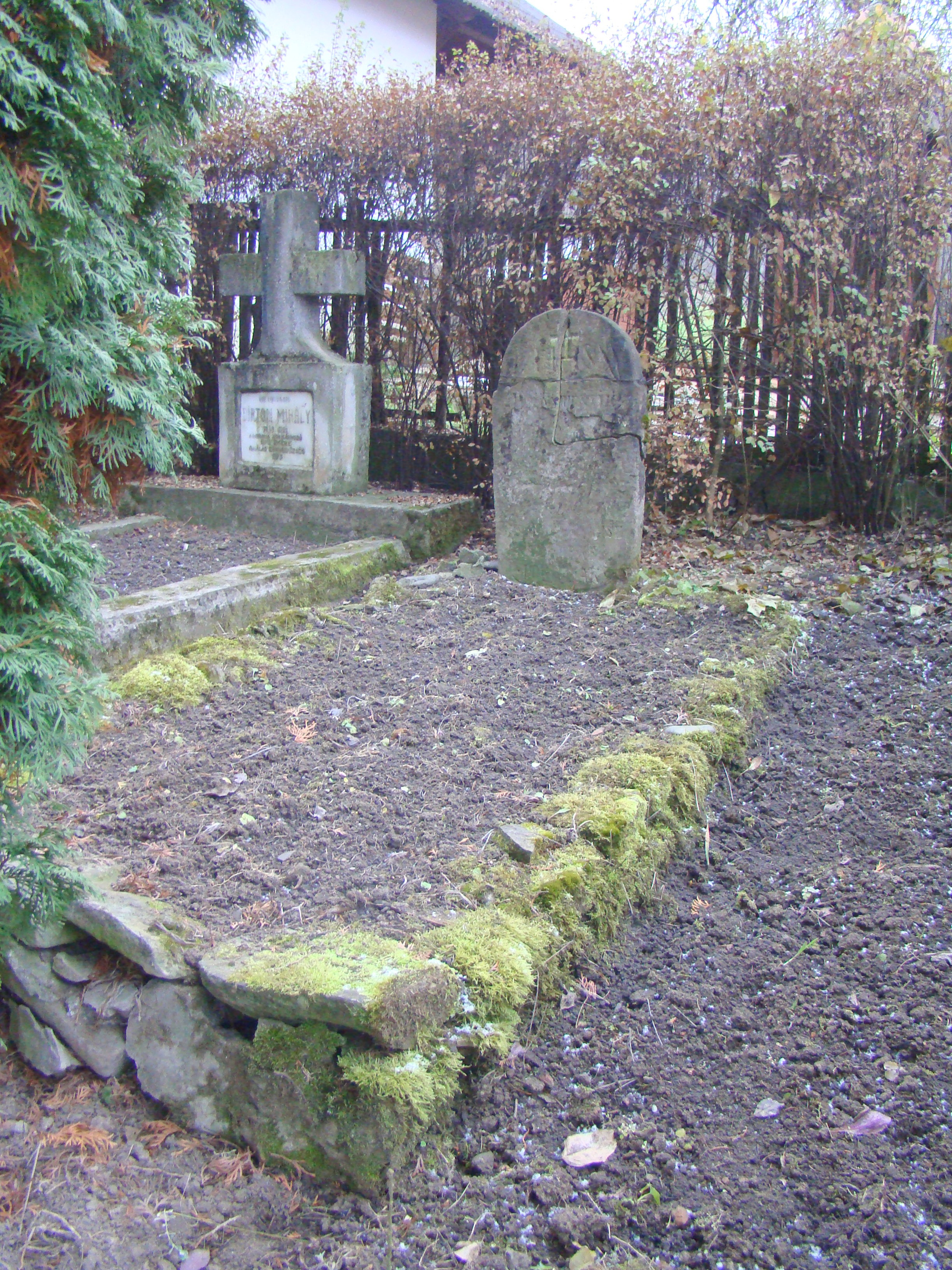
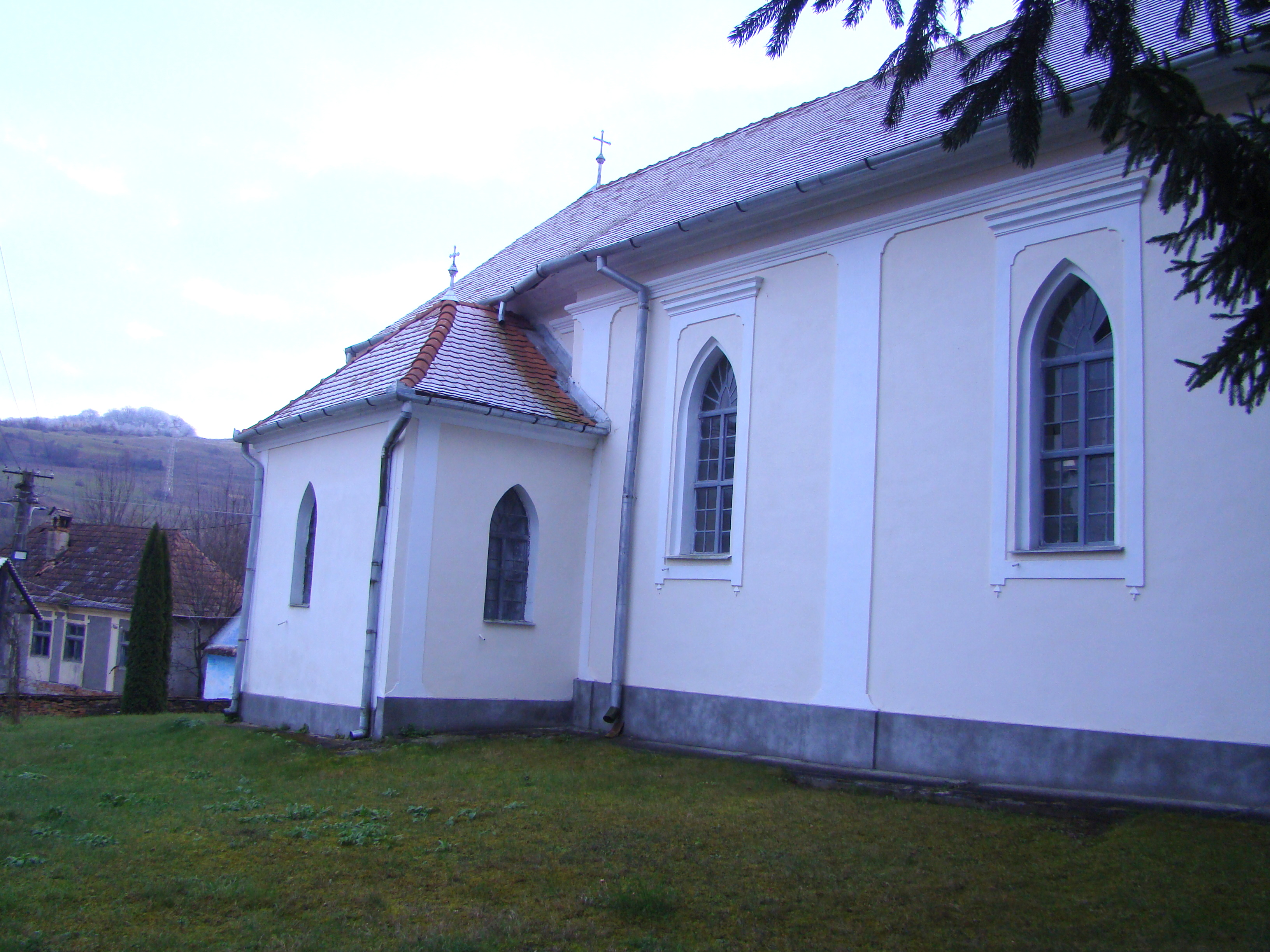
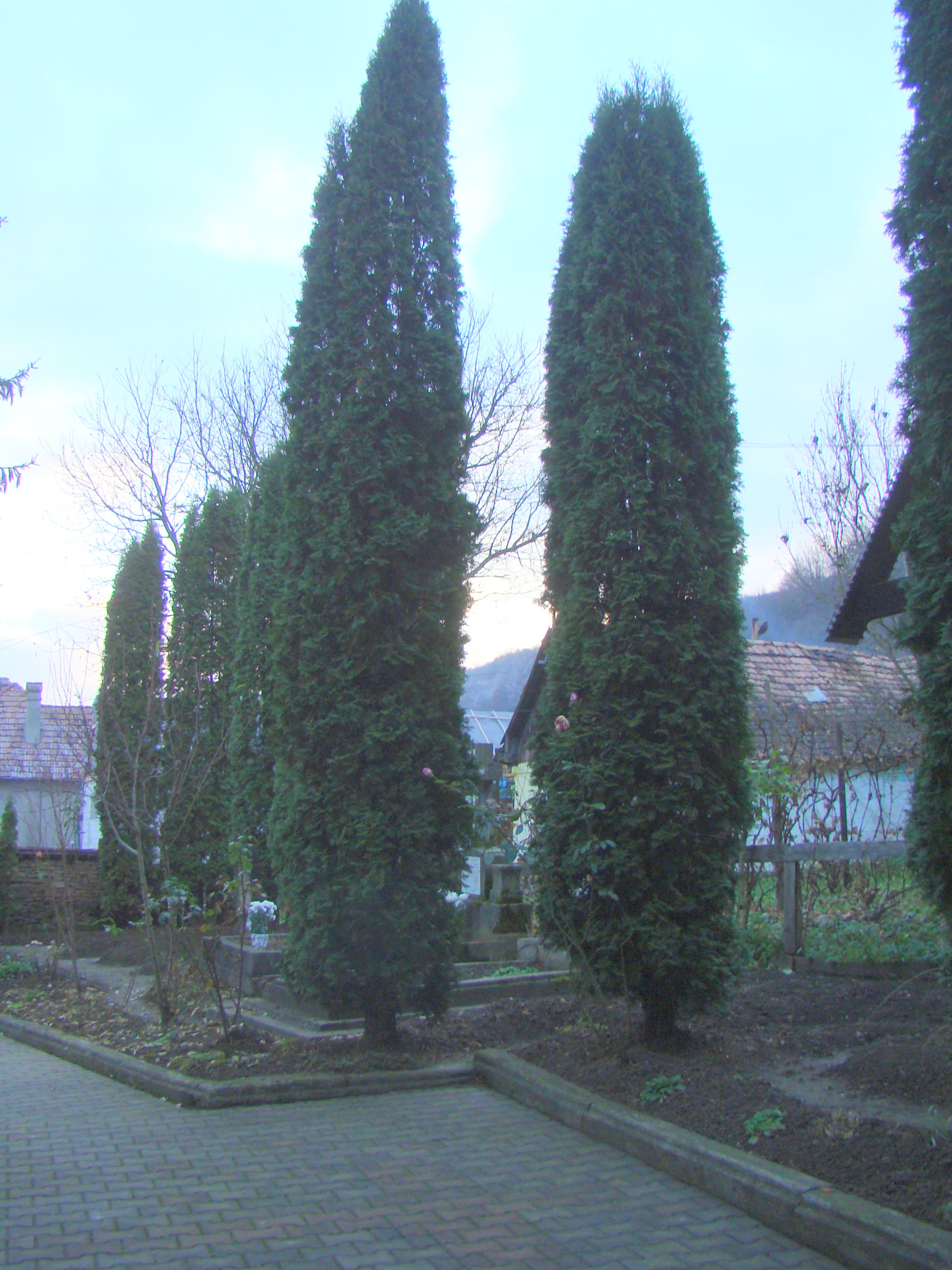
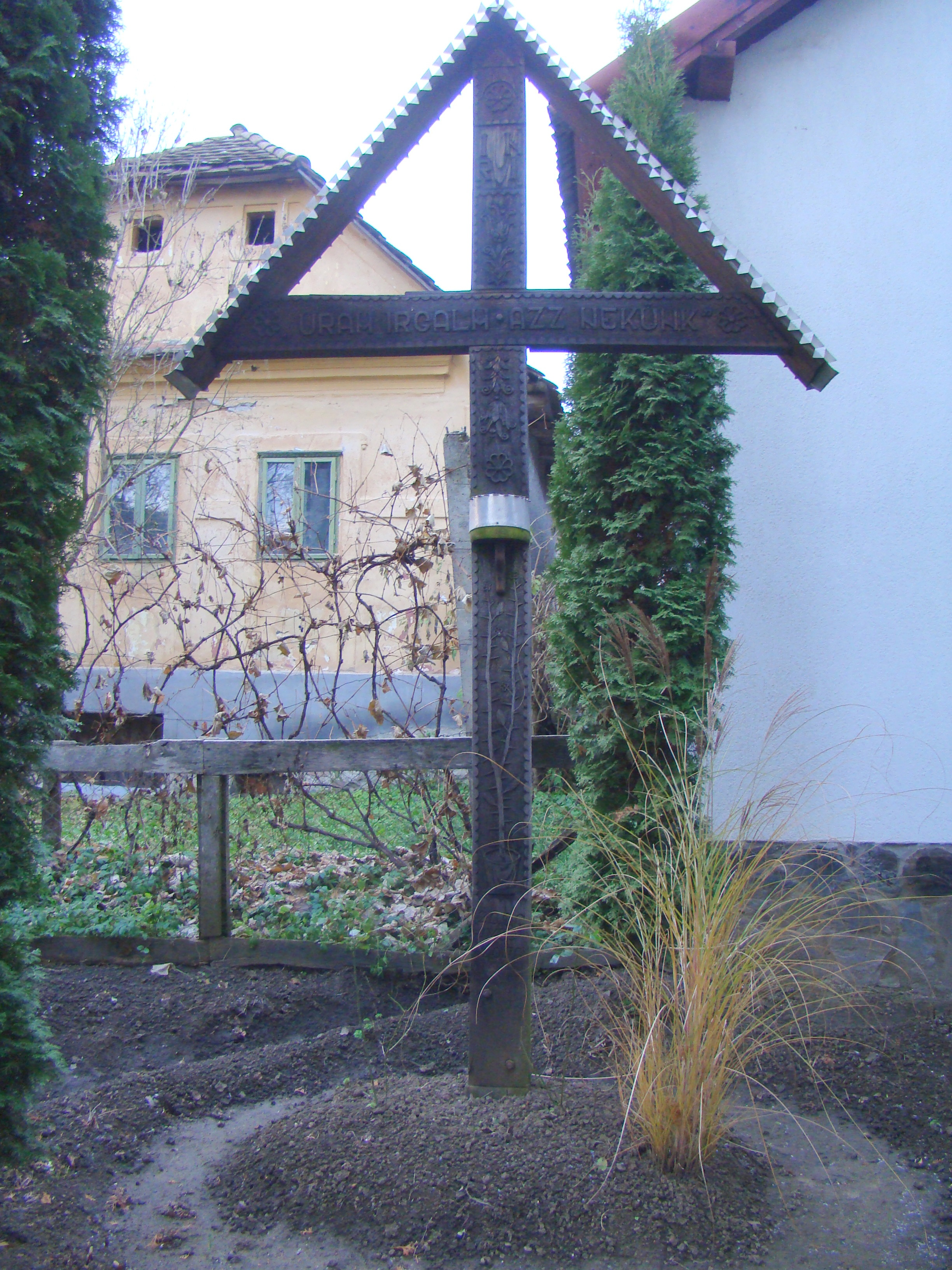
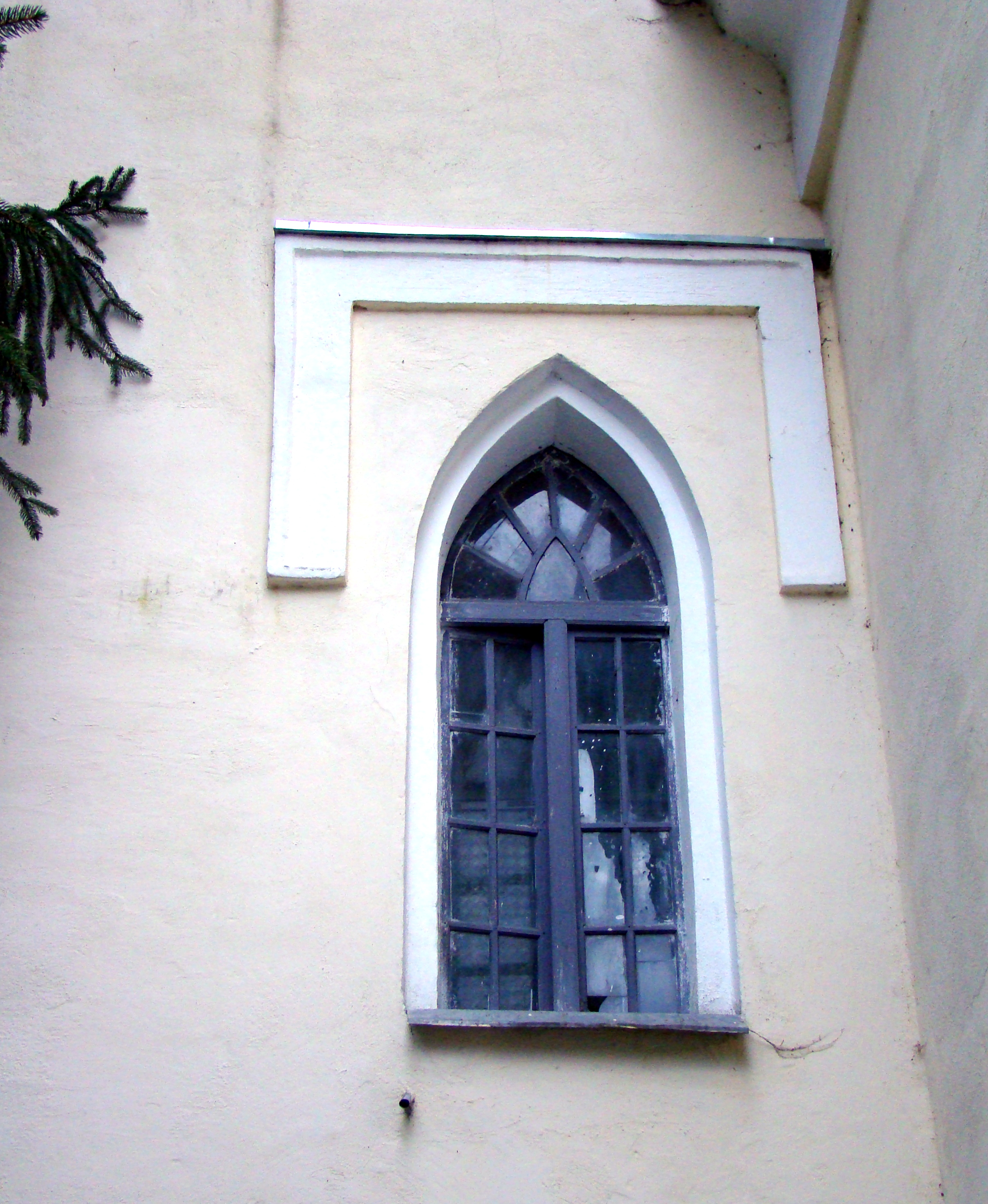
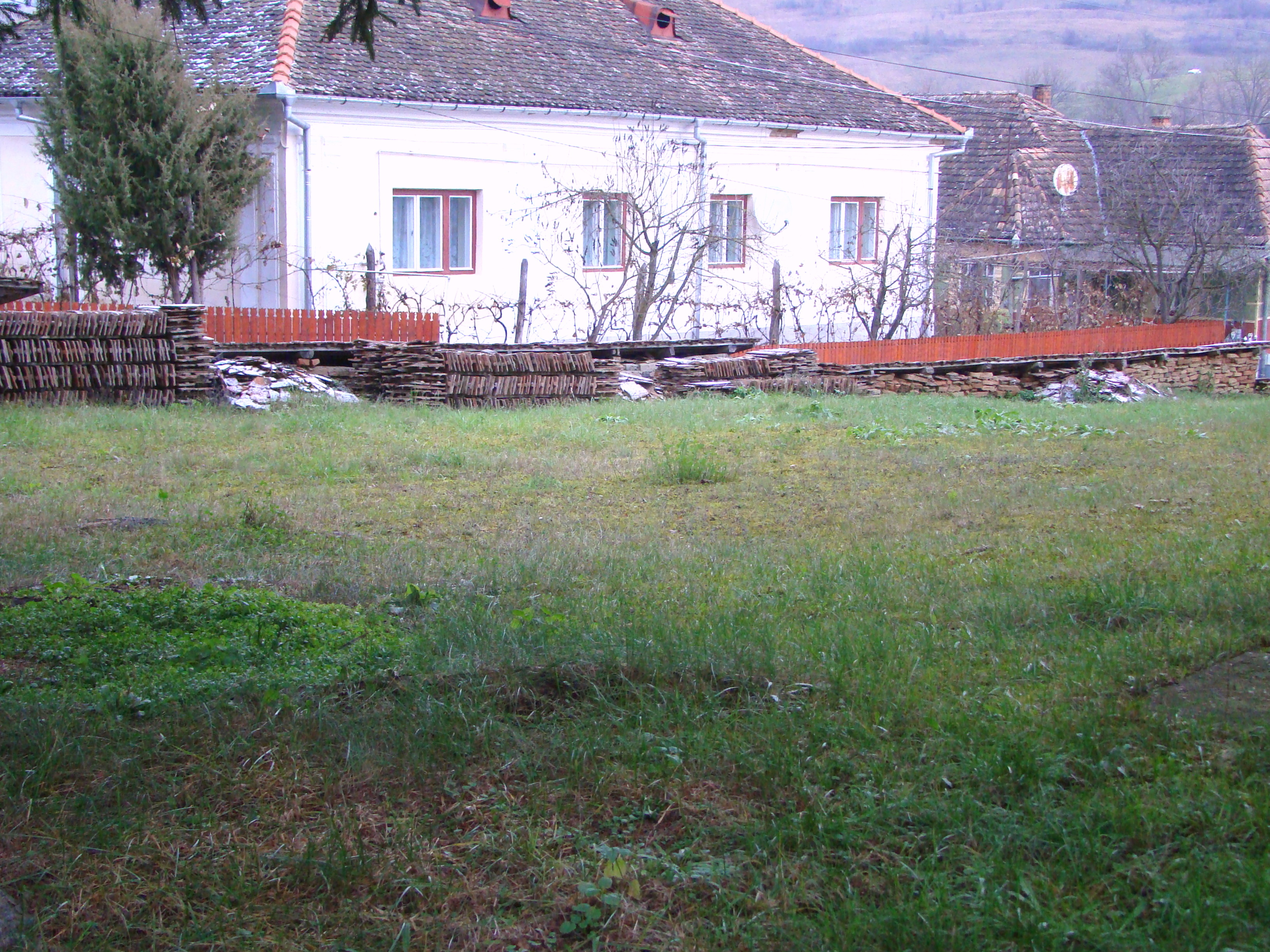
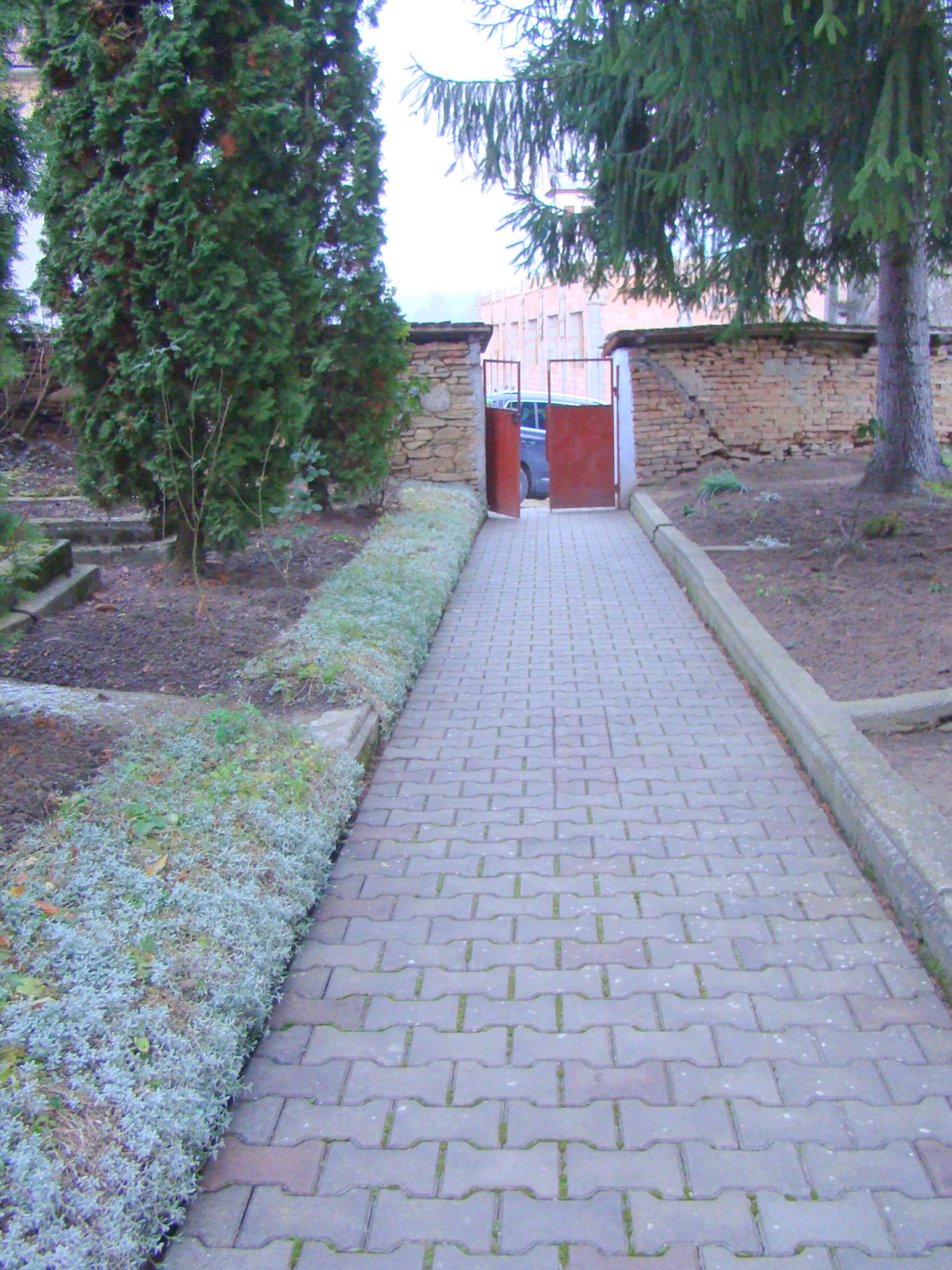
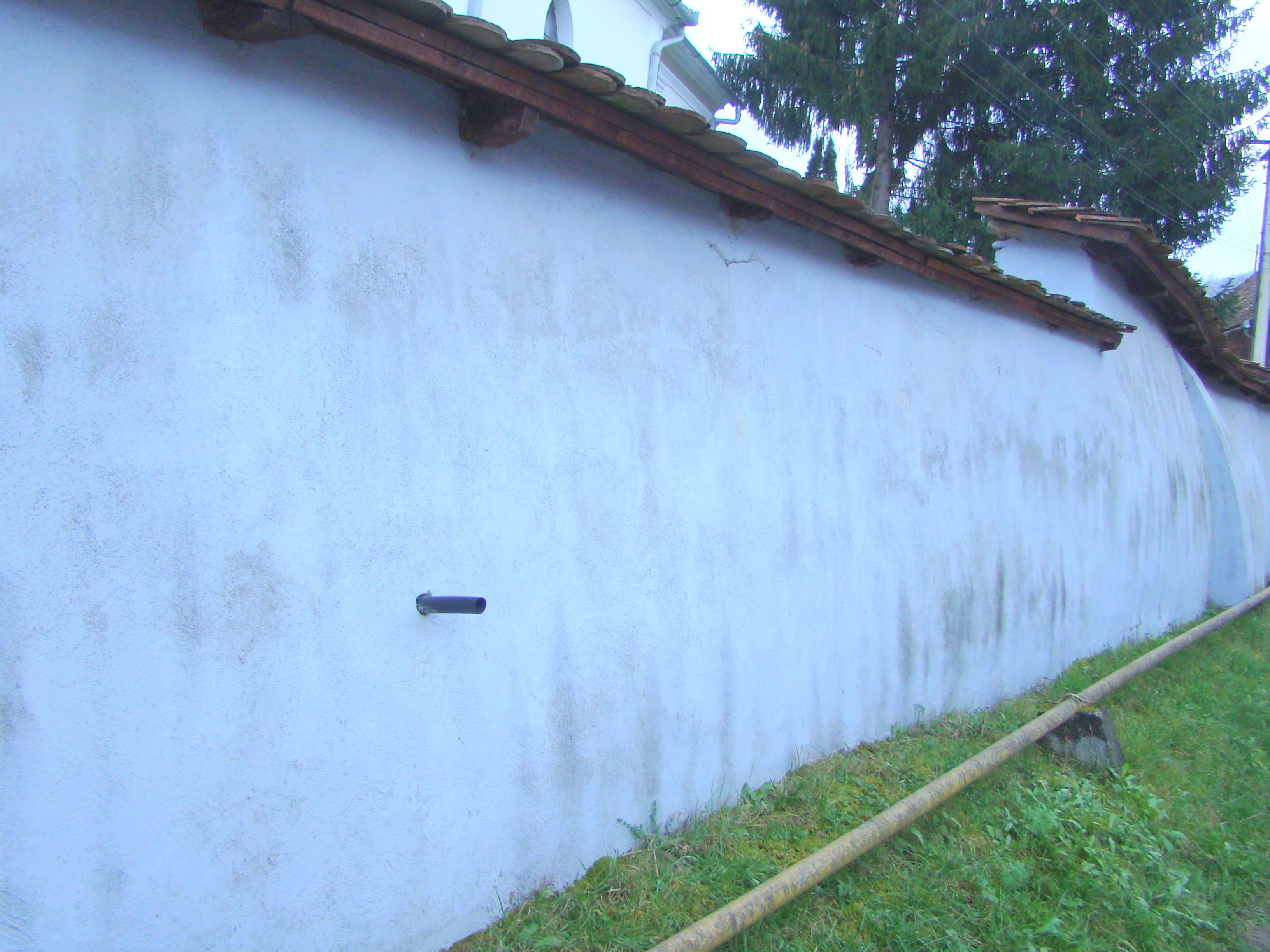
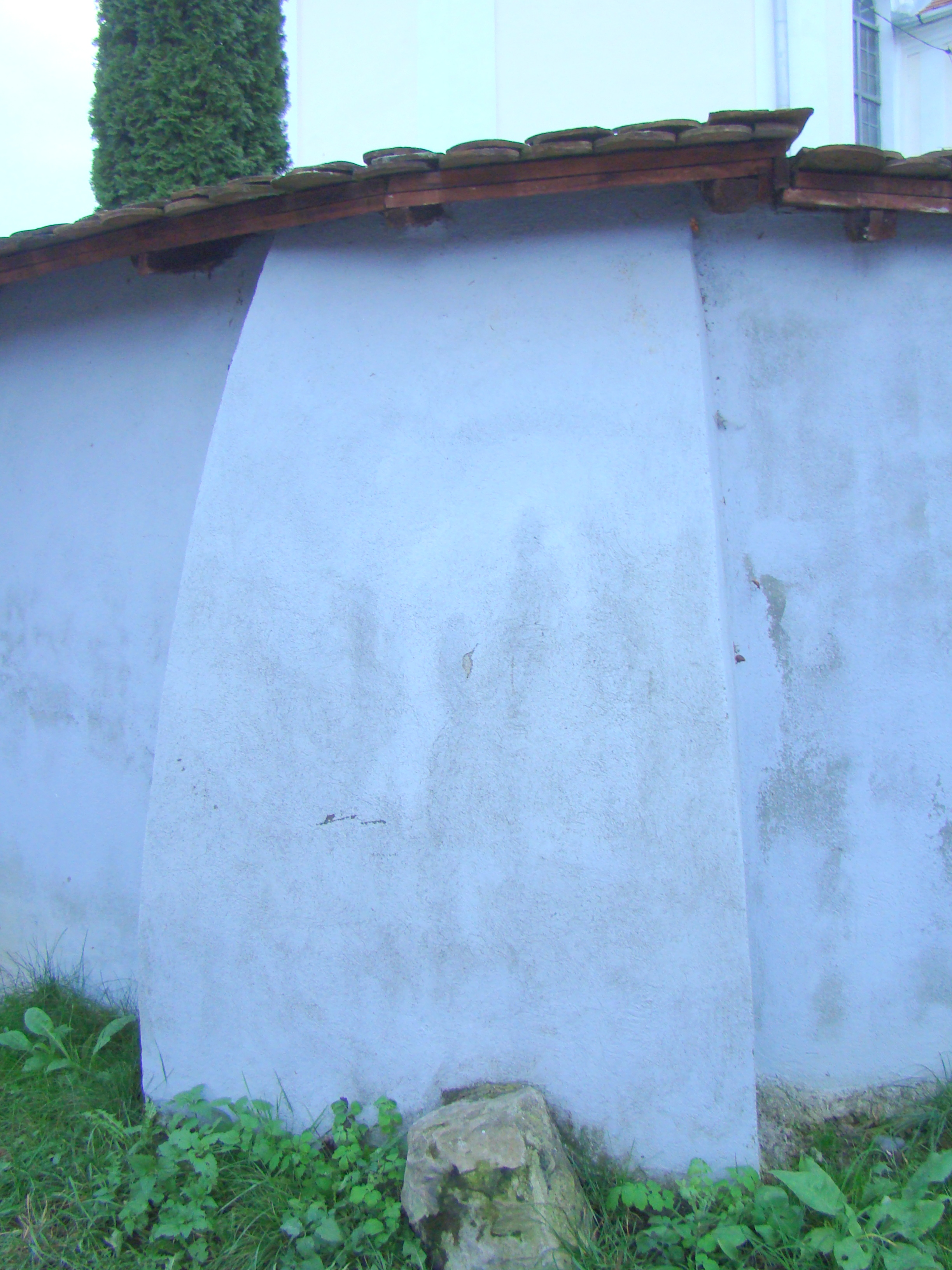
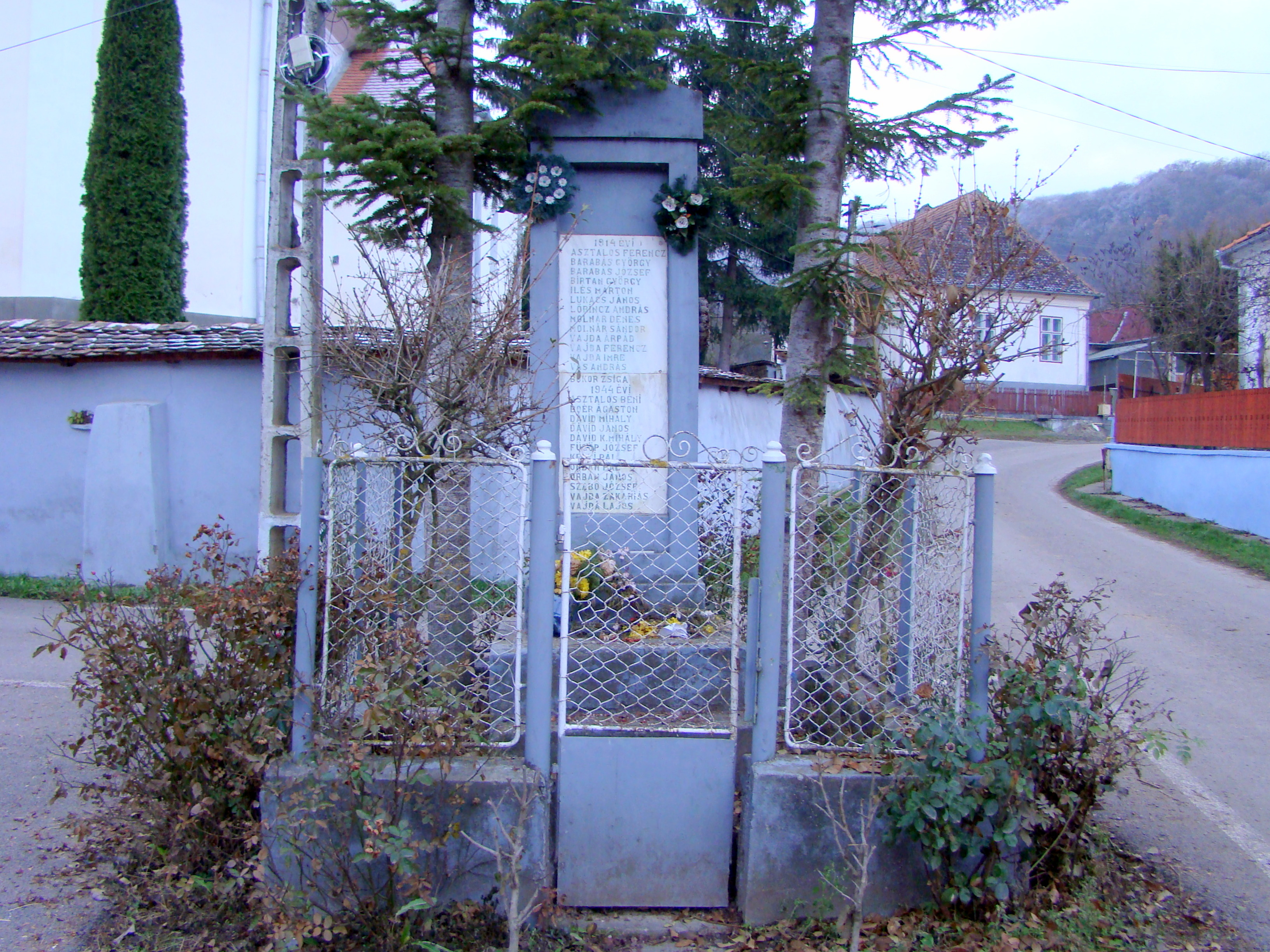
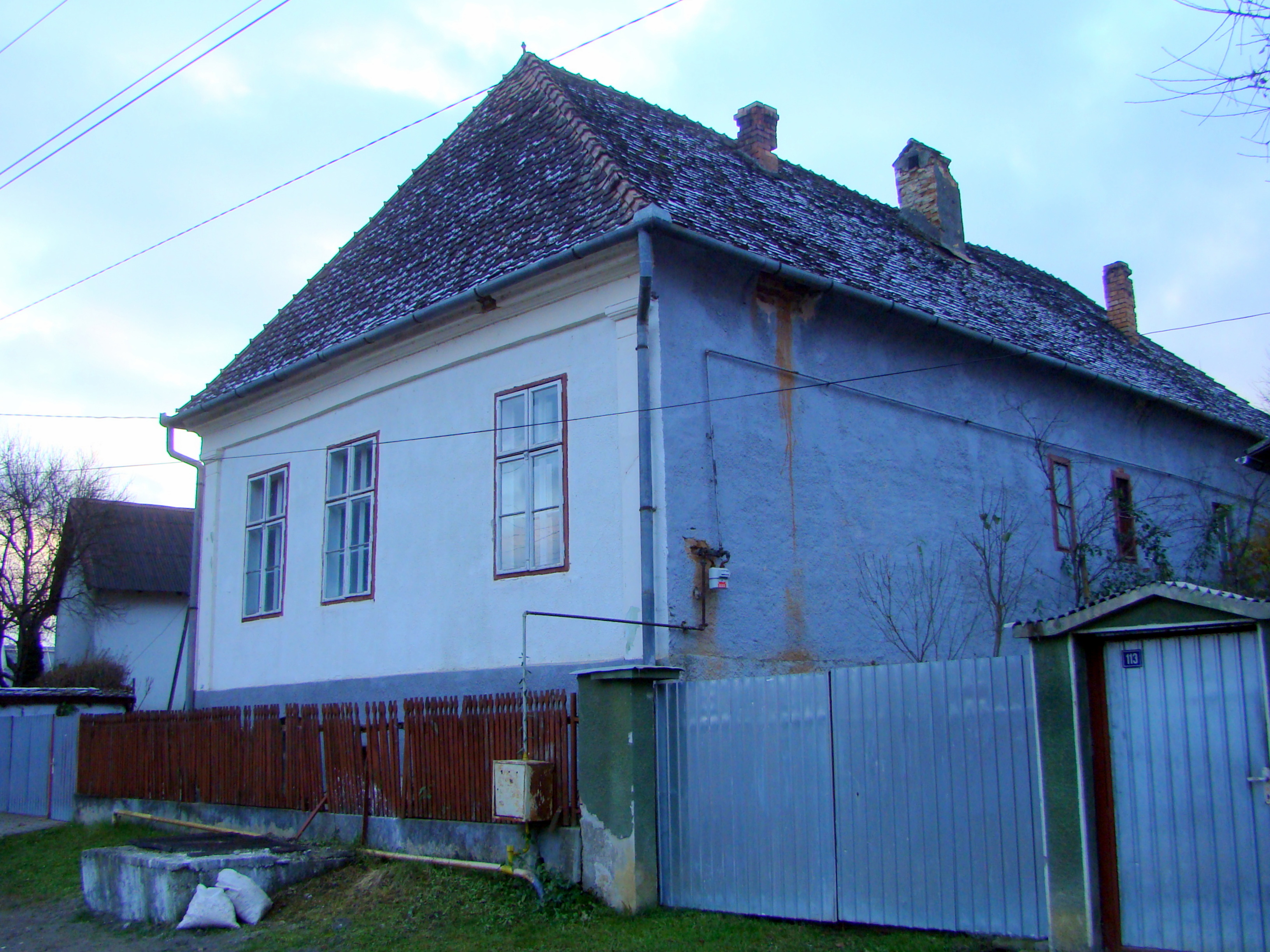
Fosta casă parohială a bisericii romano-catolice, confiscată de comuniști (monument istoric)
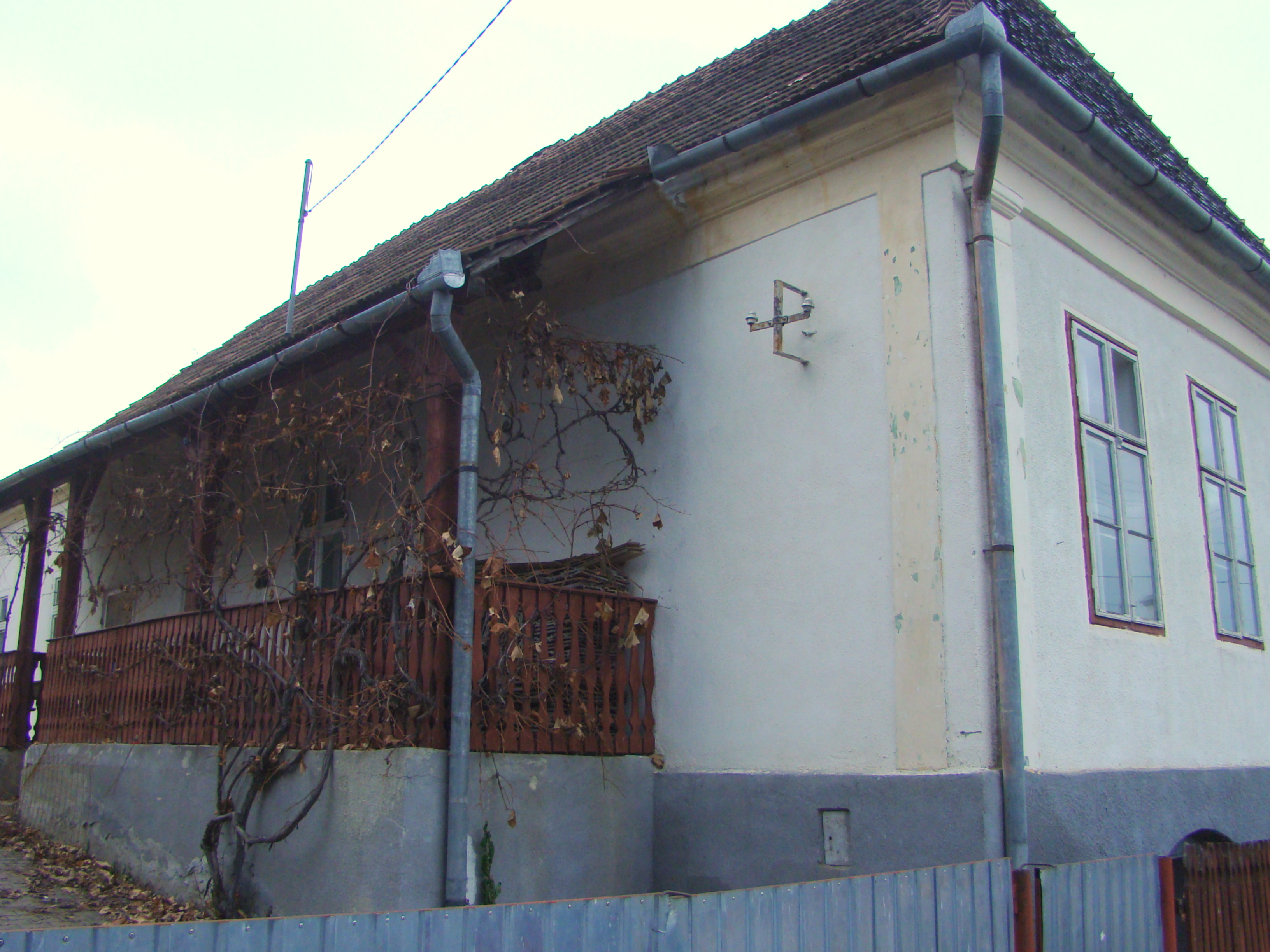

## Imagini din interior

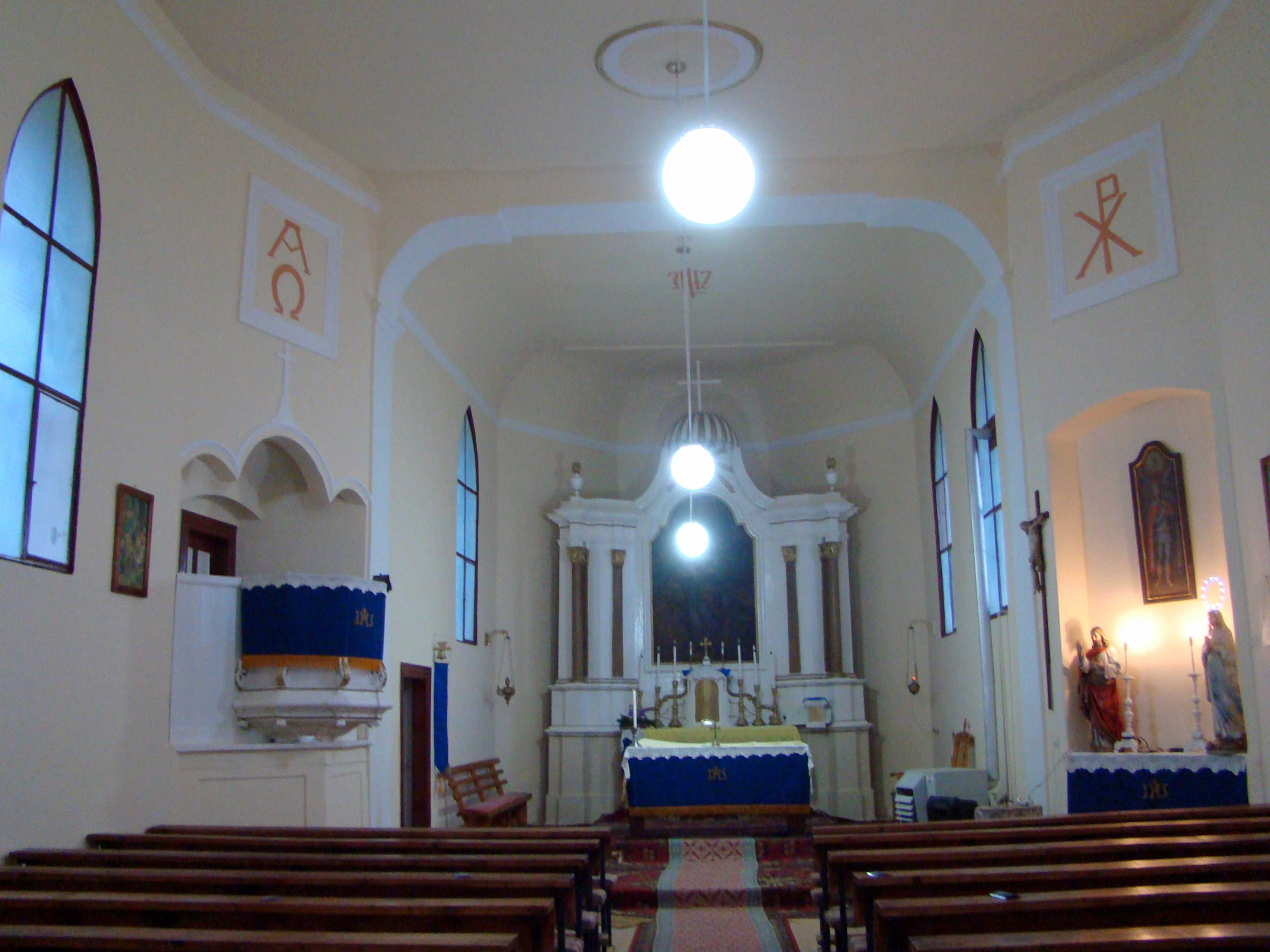
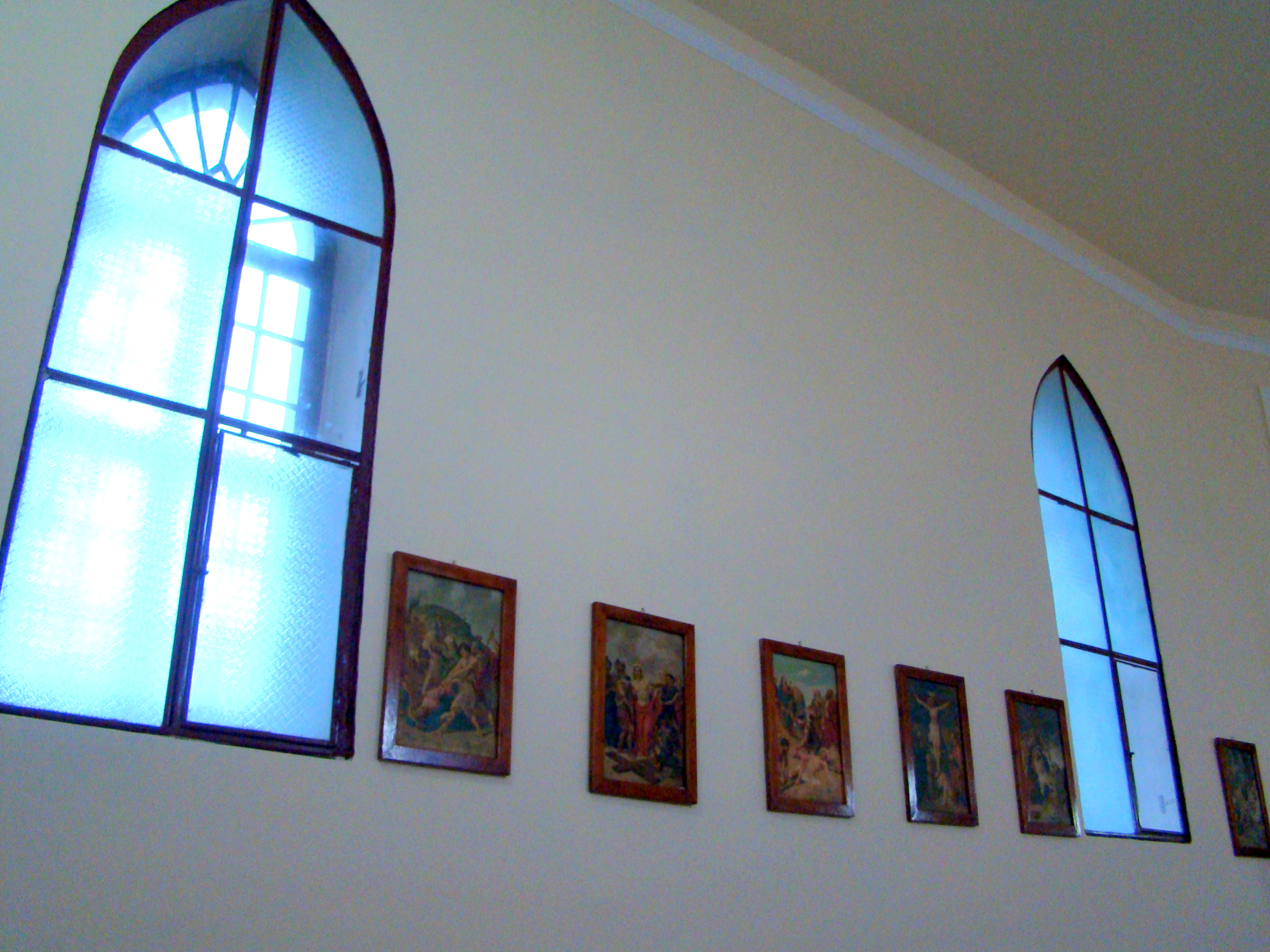
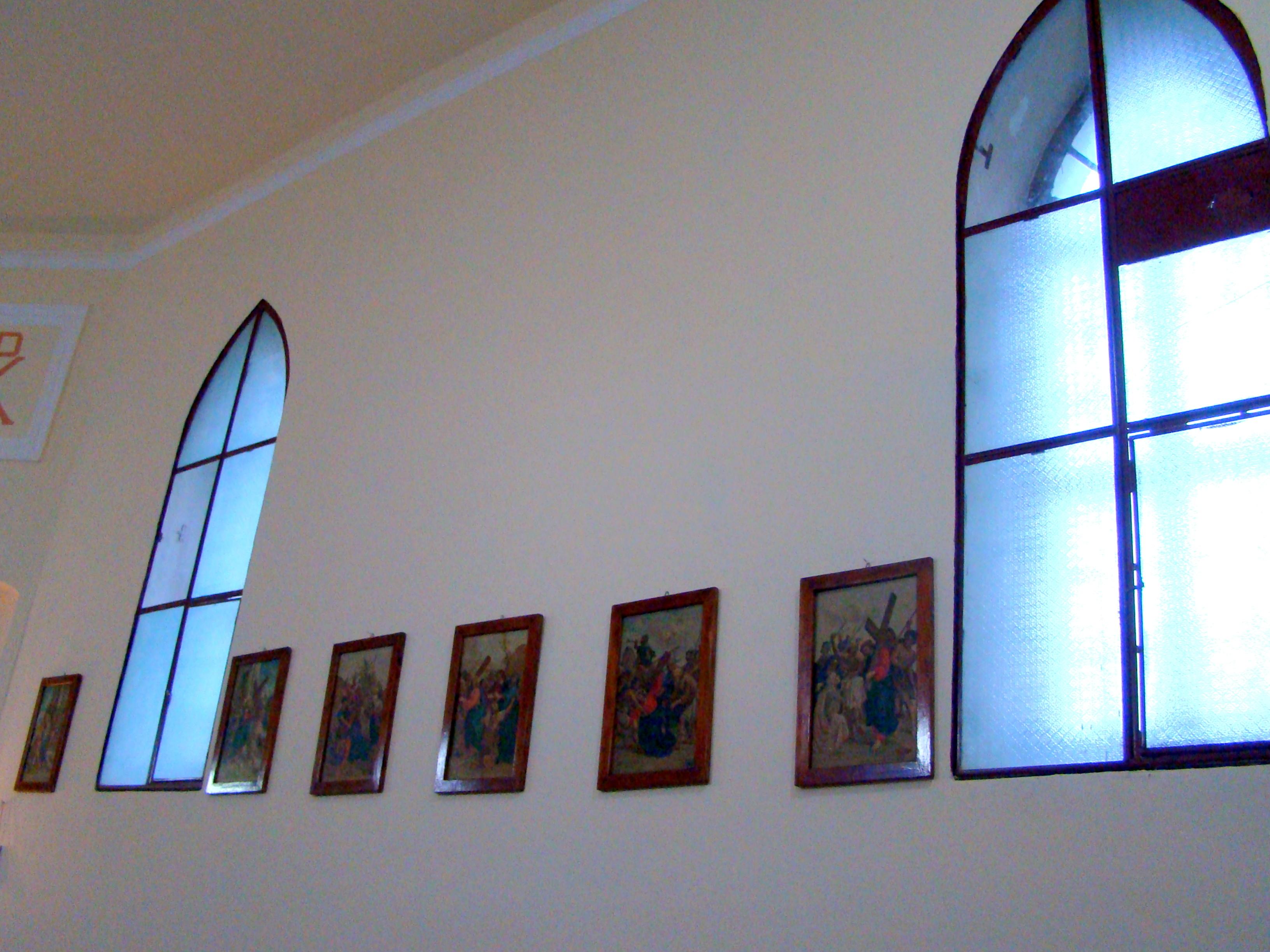
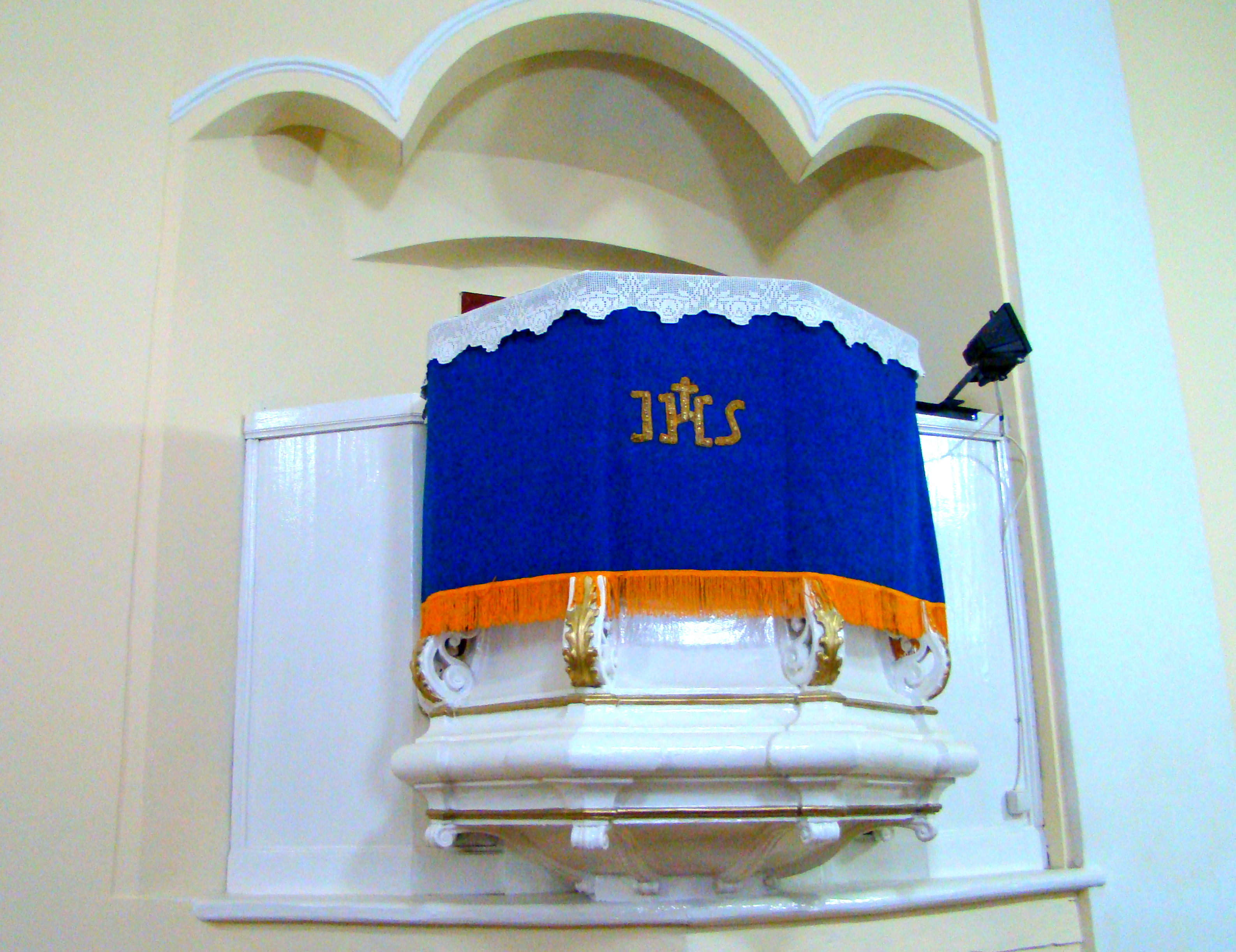
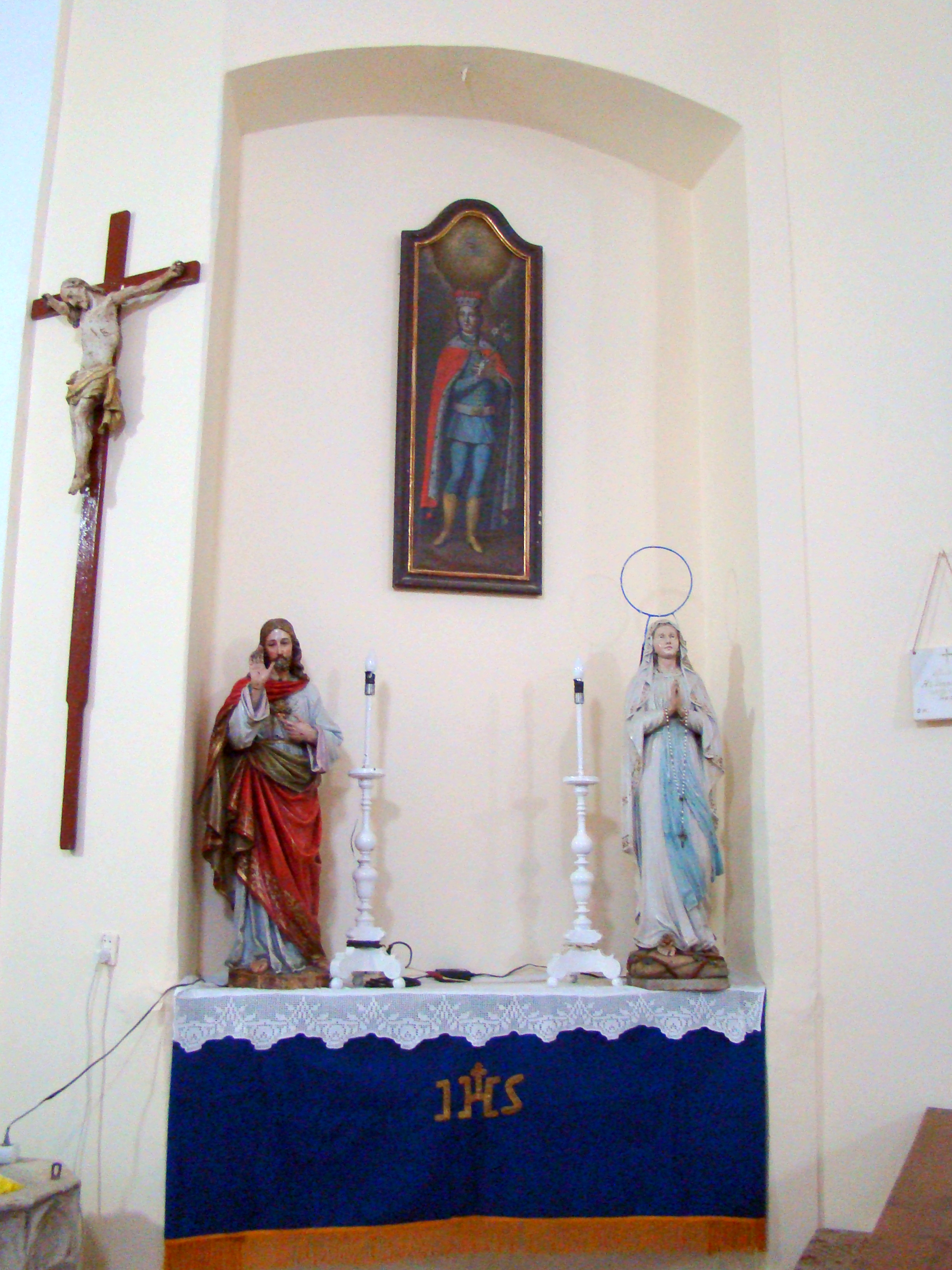
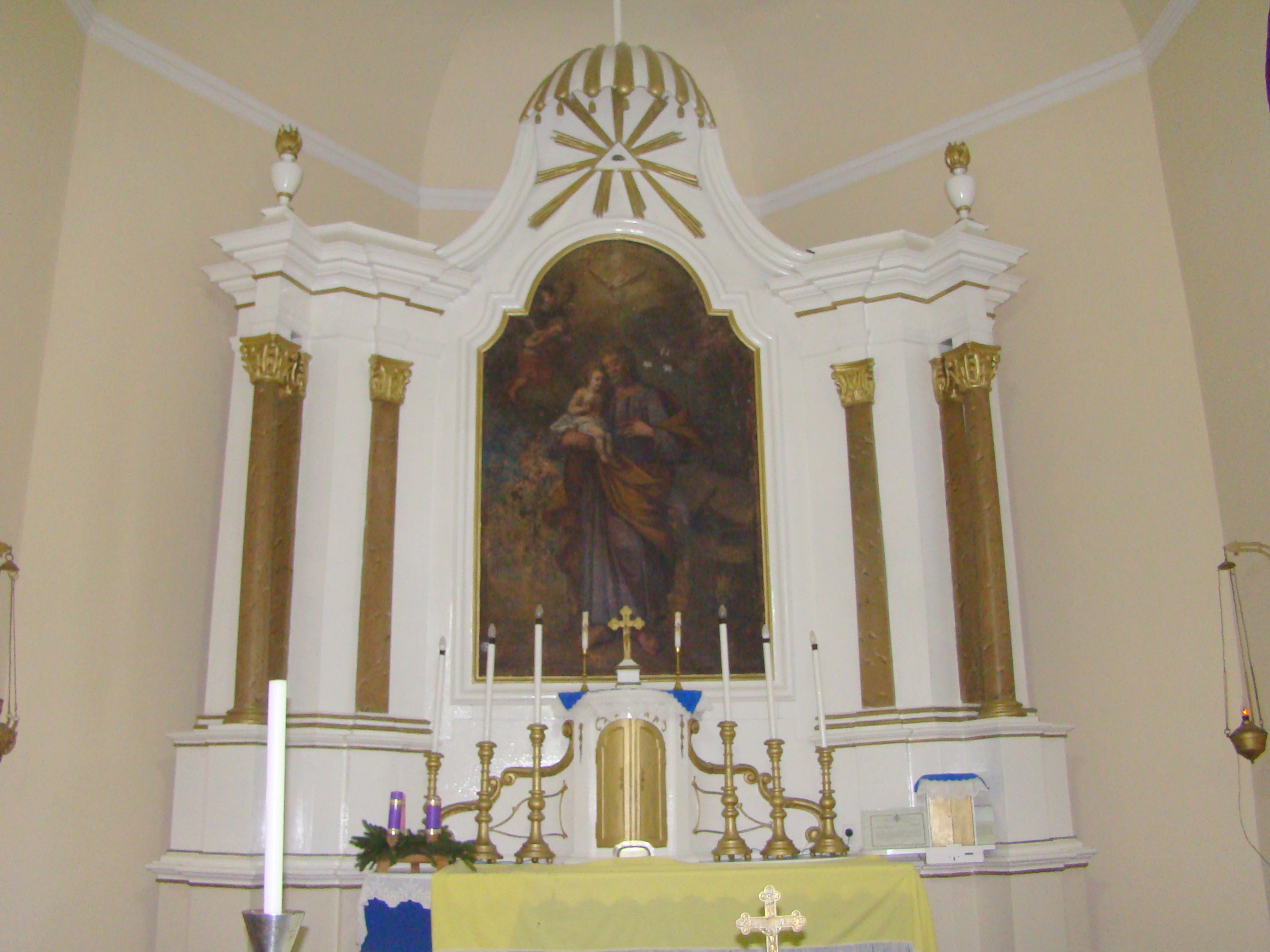
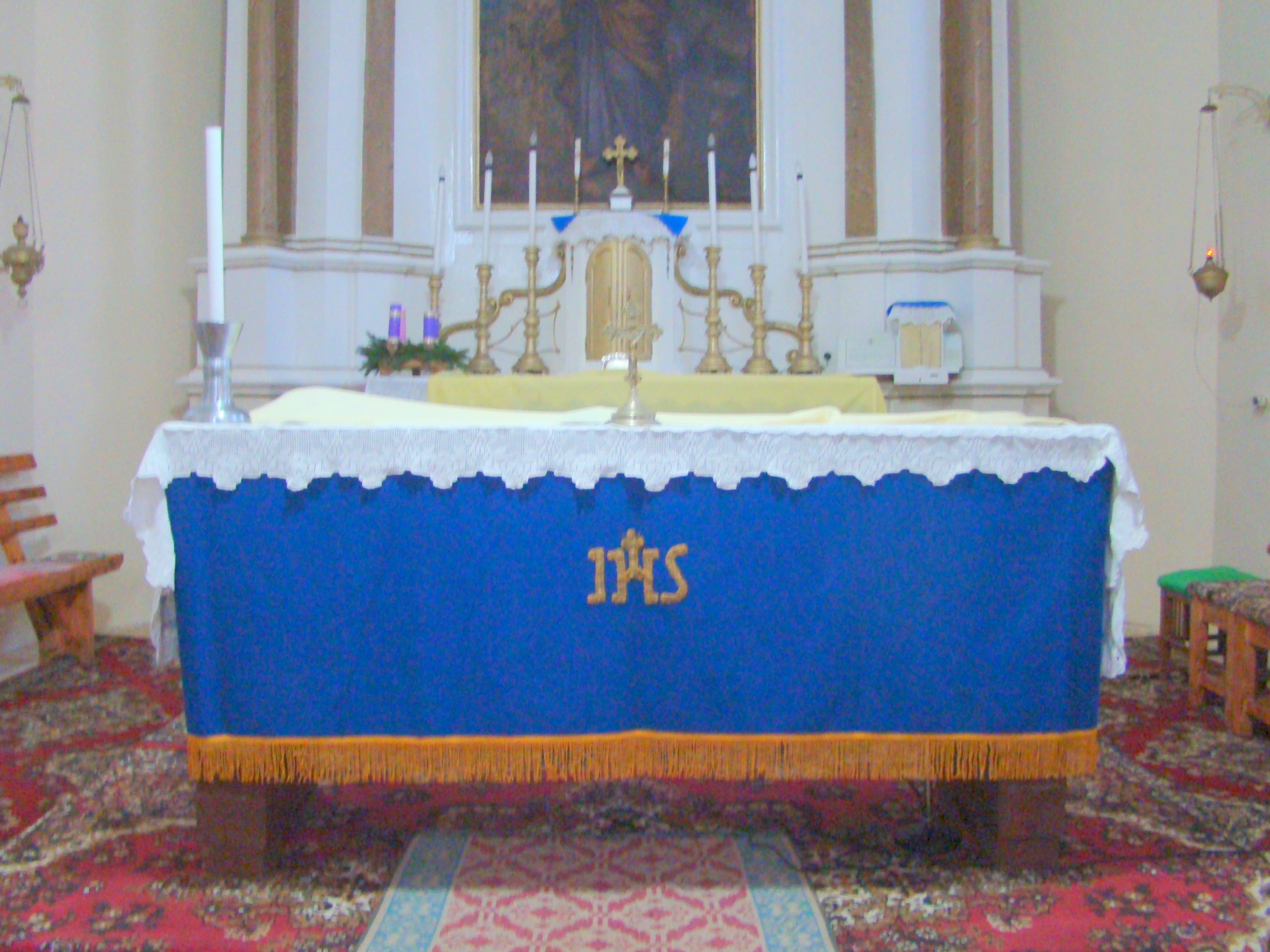
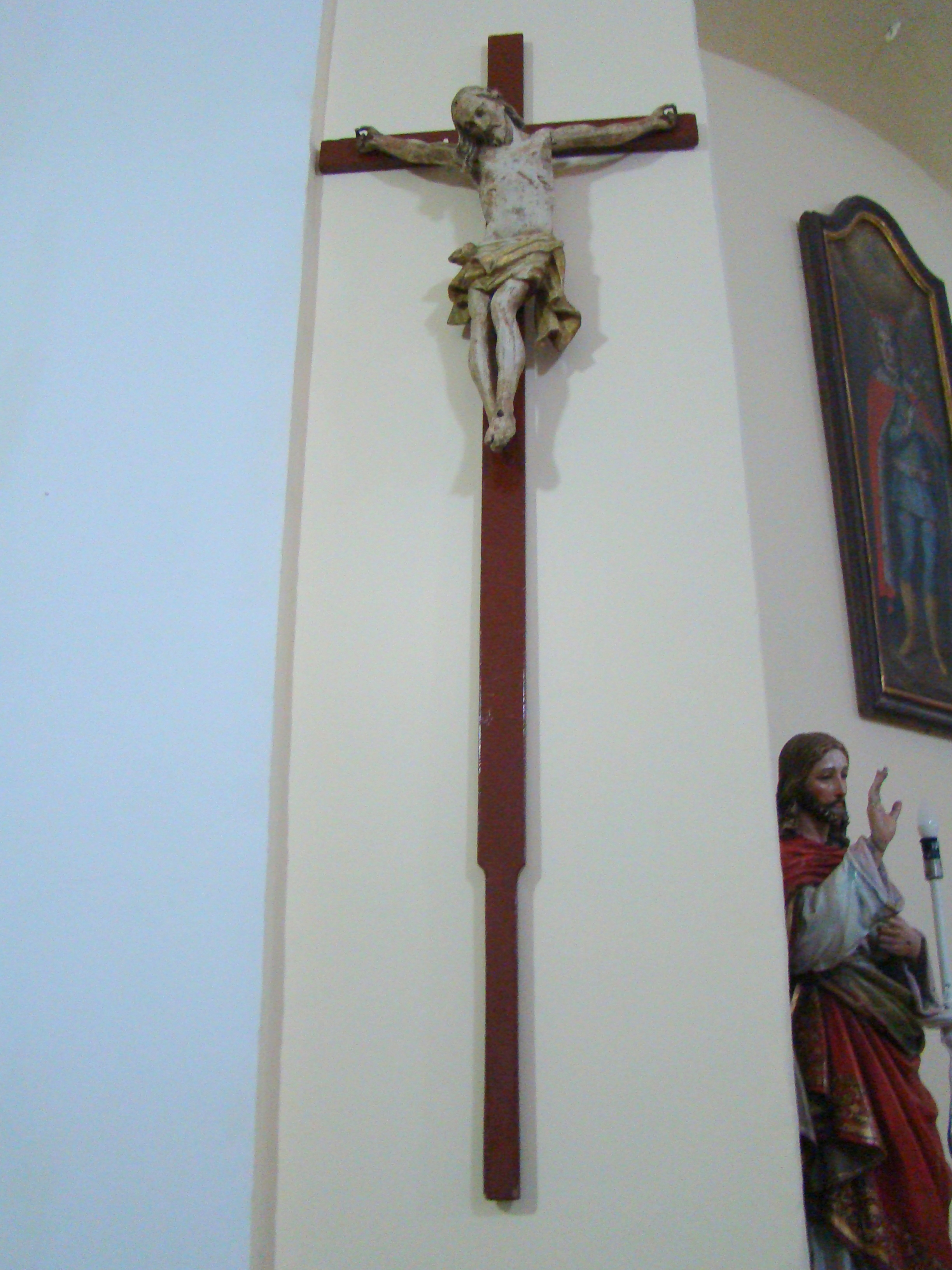
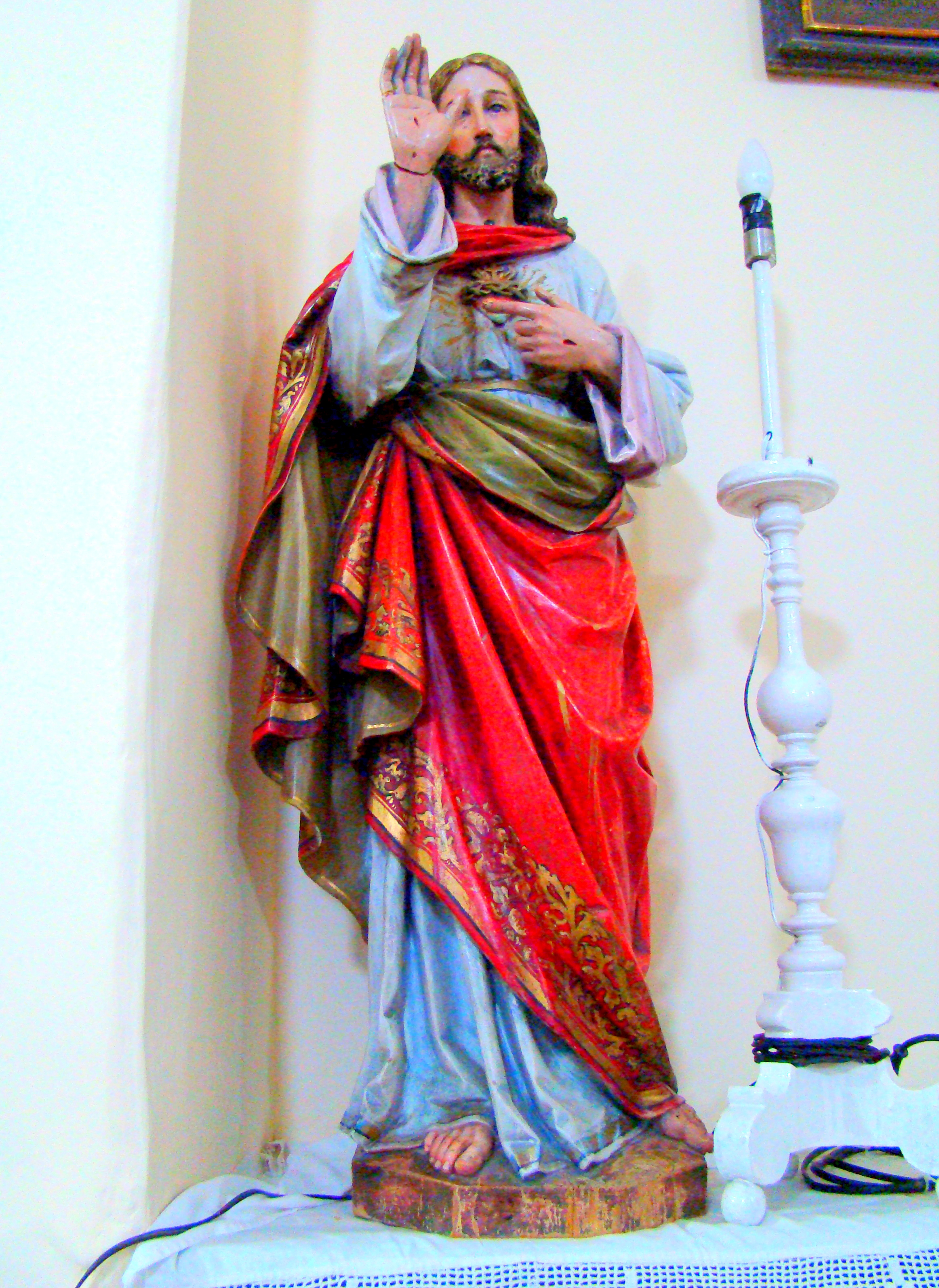
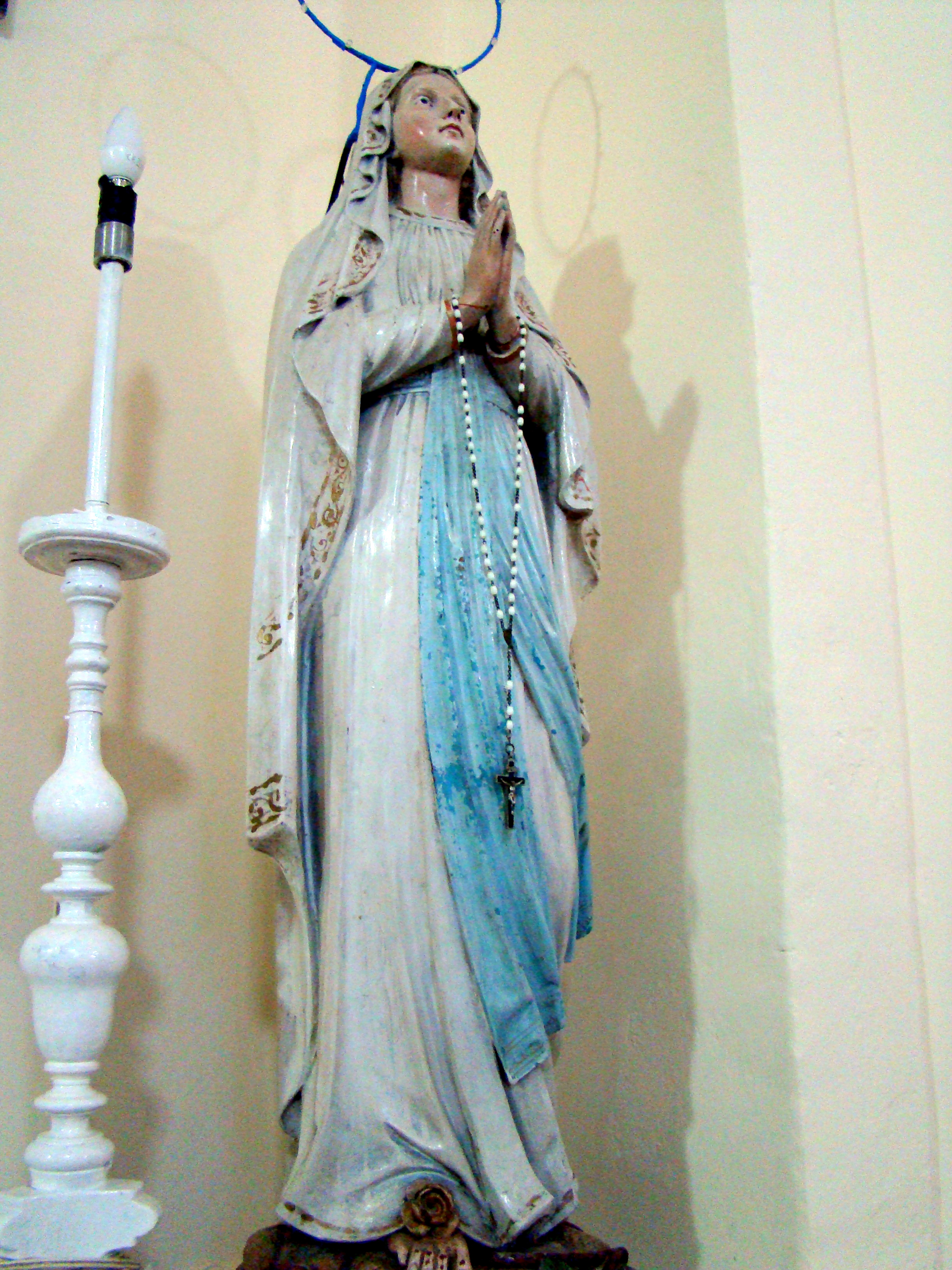
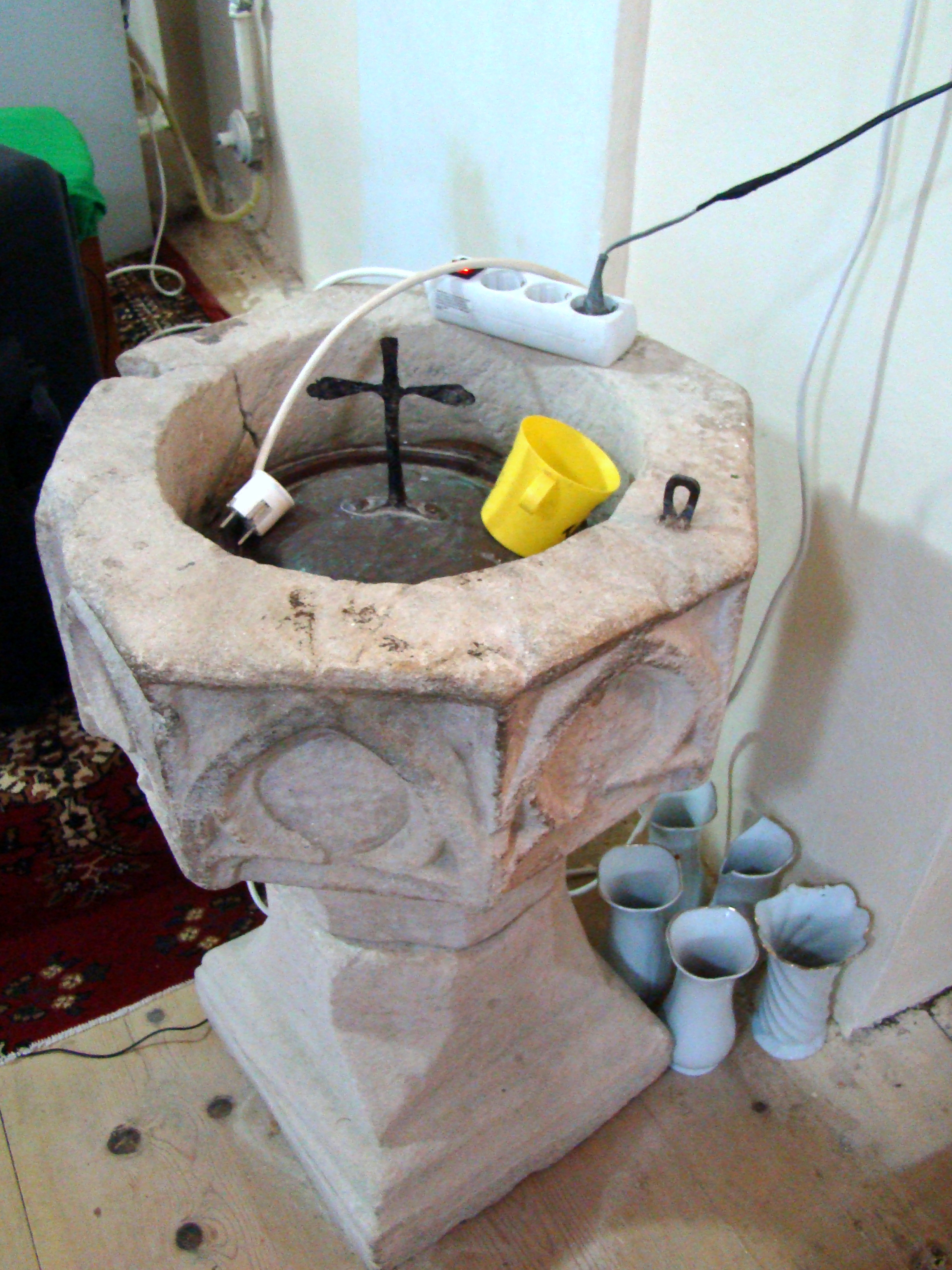
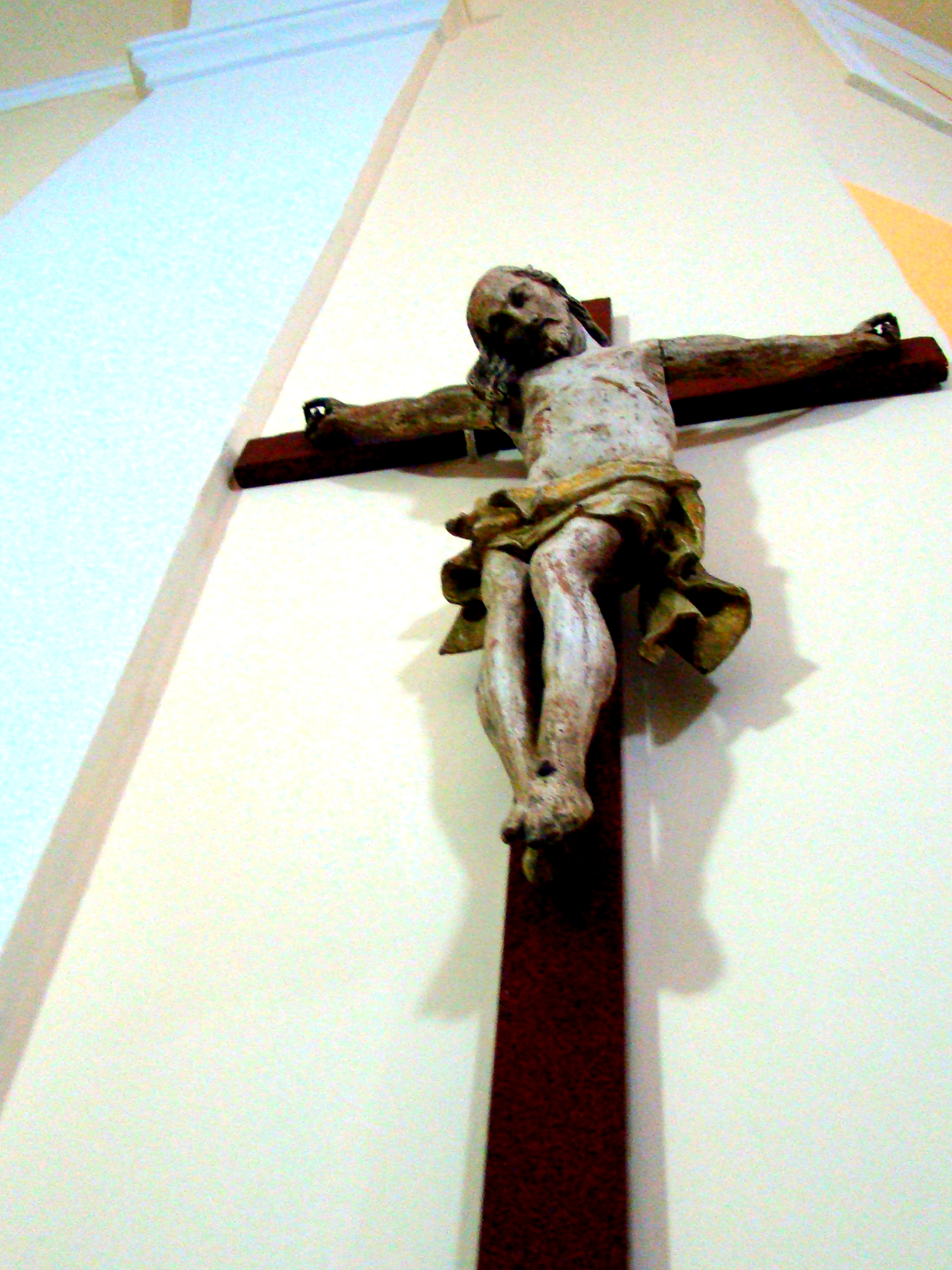
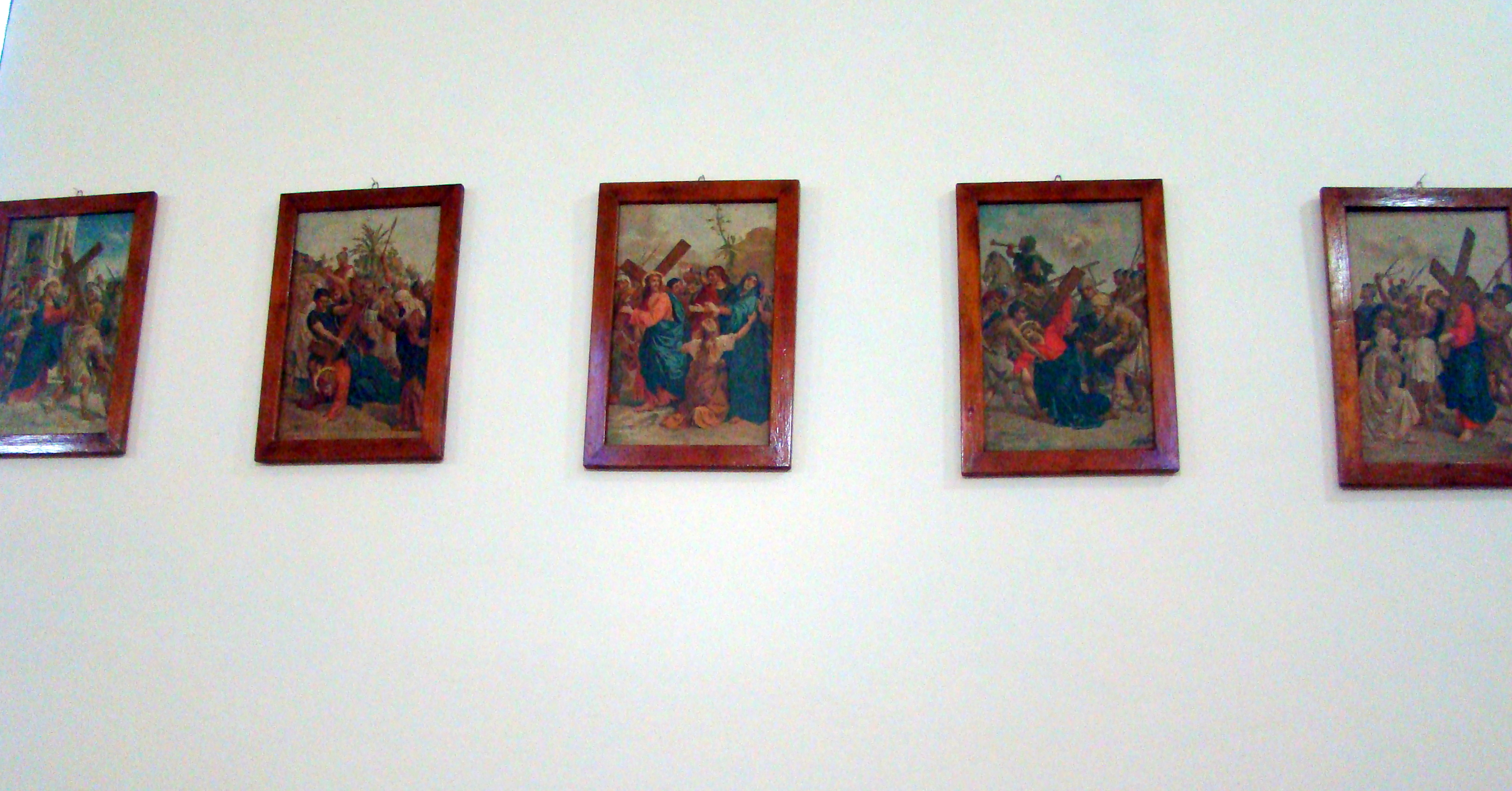
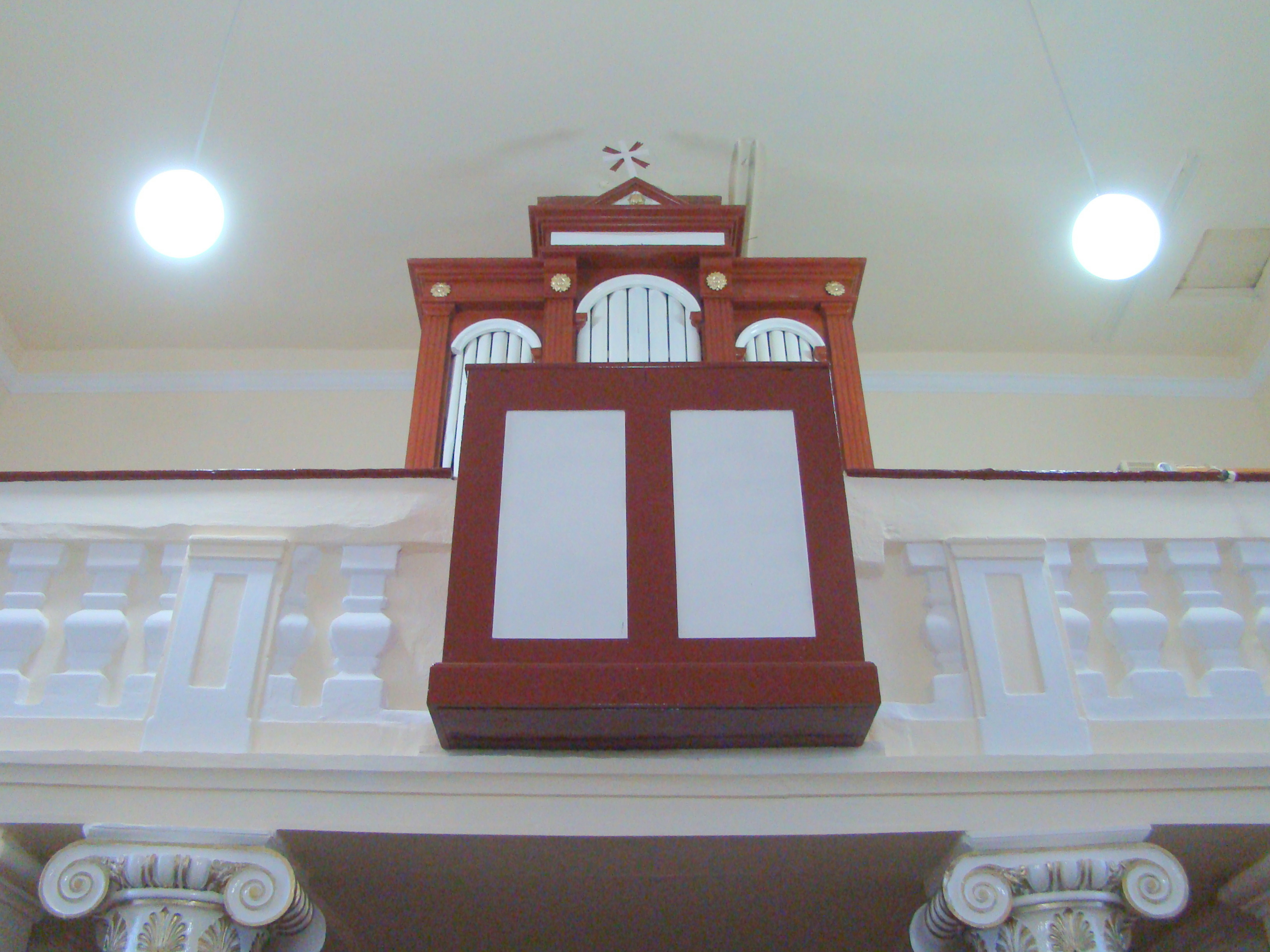
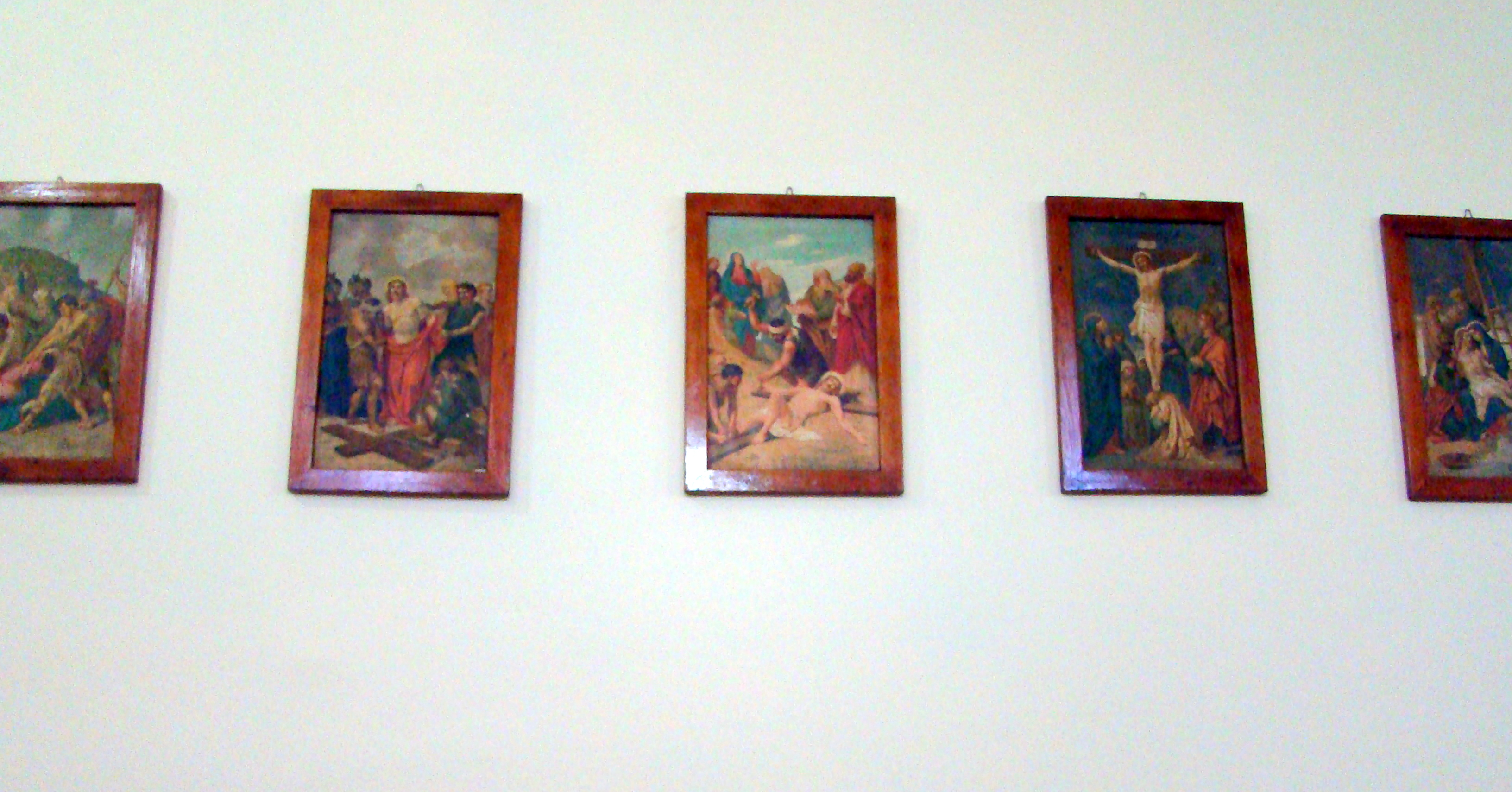
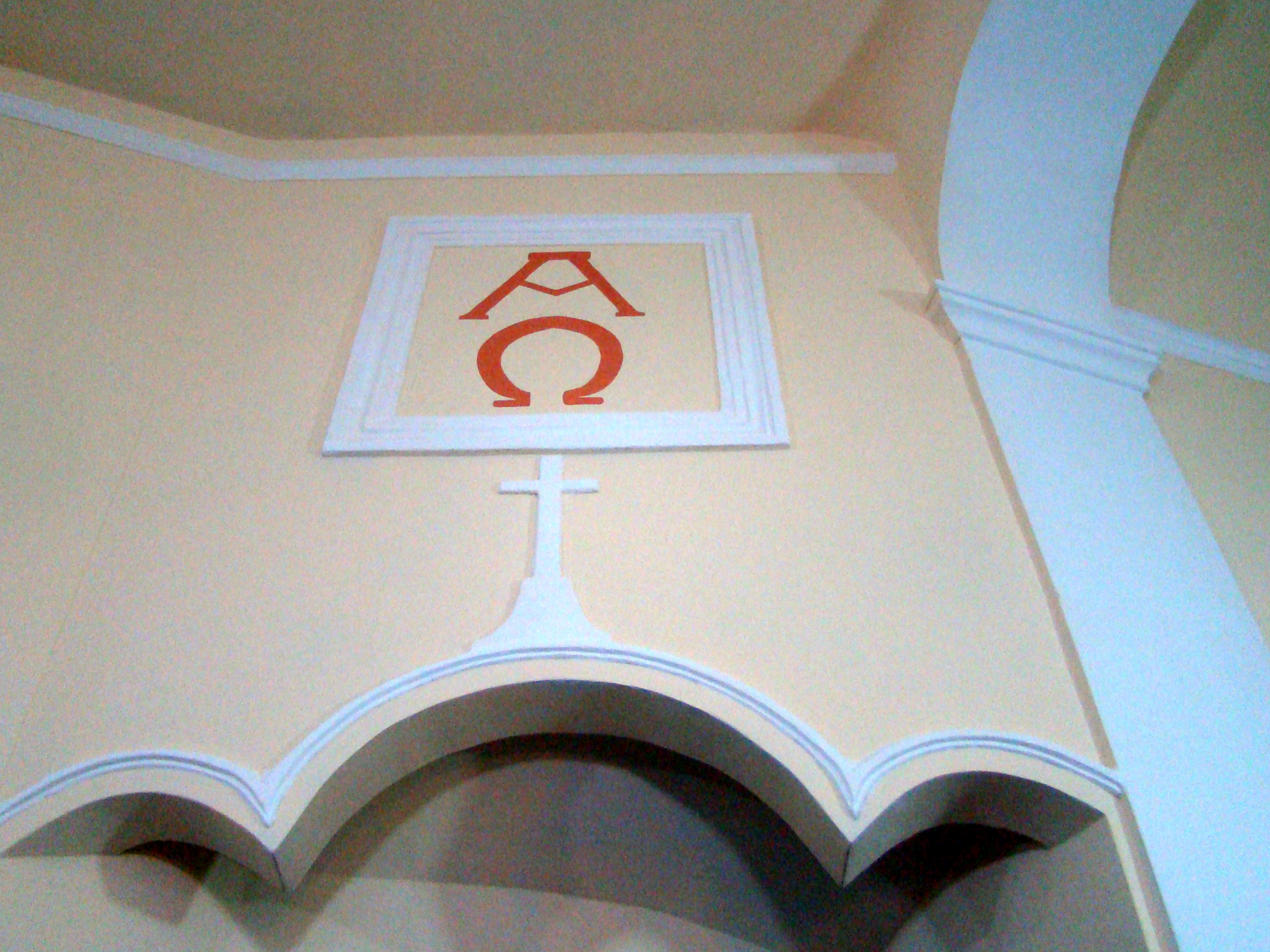
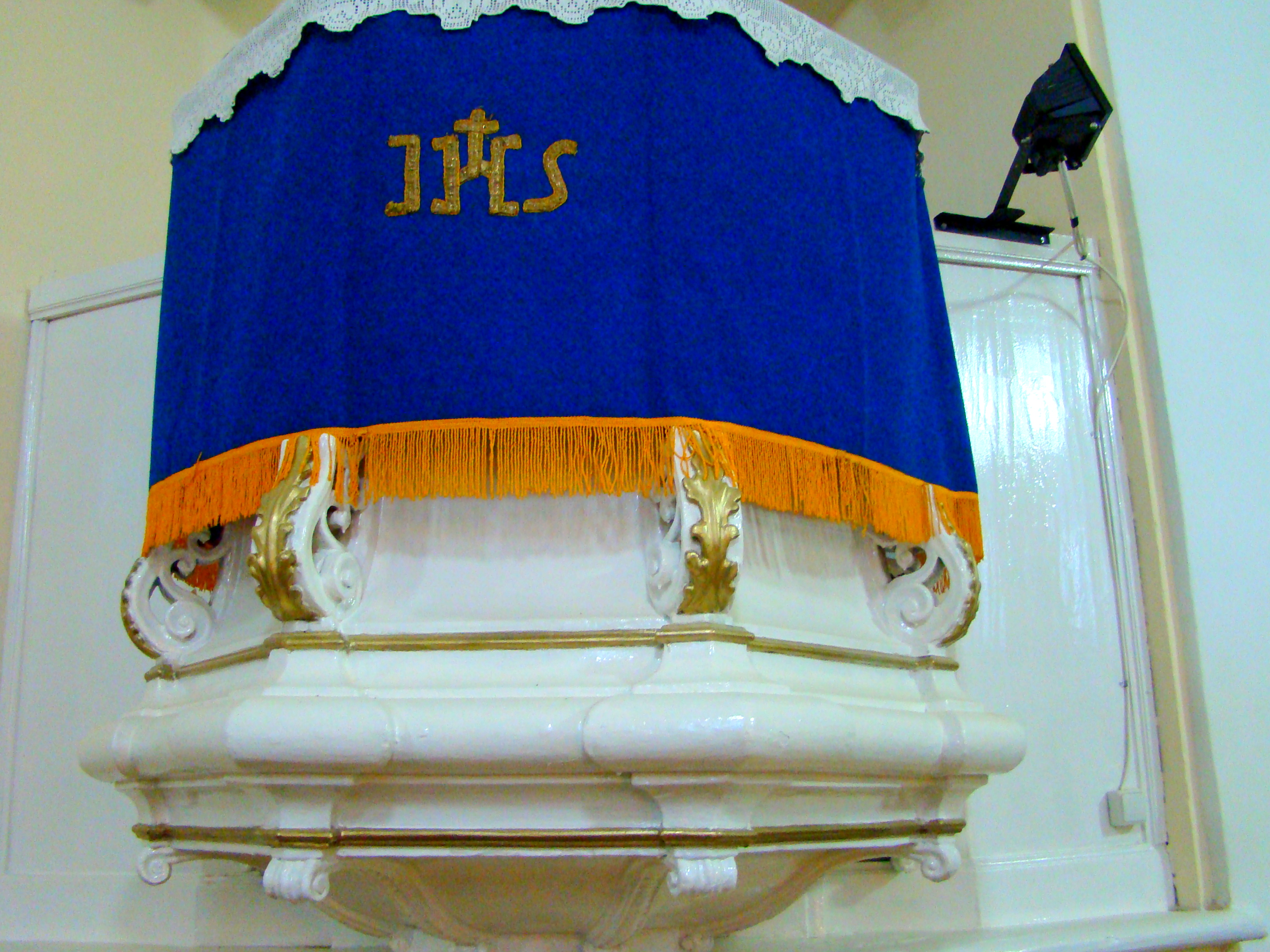
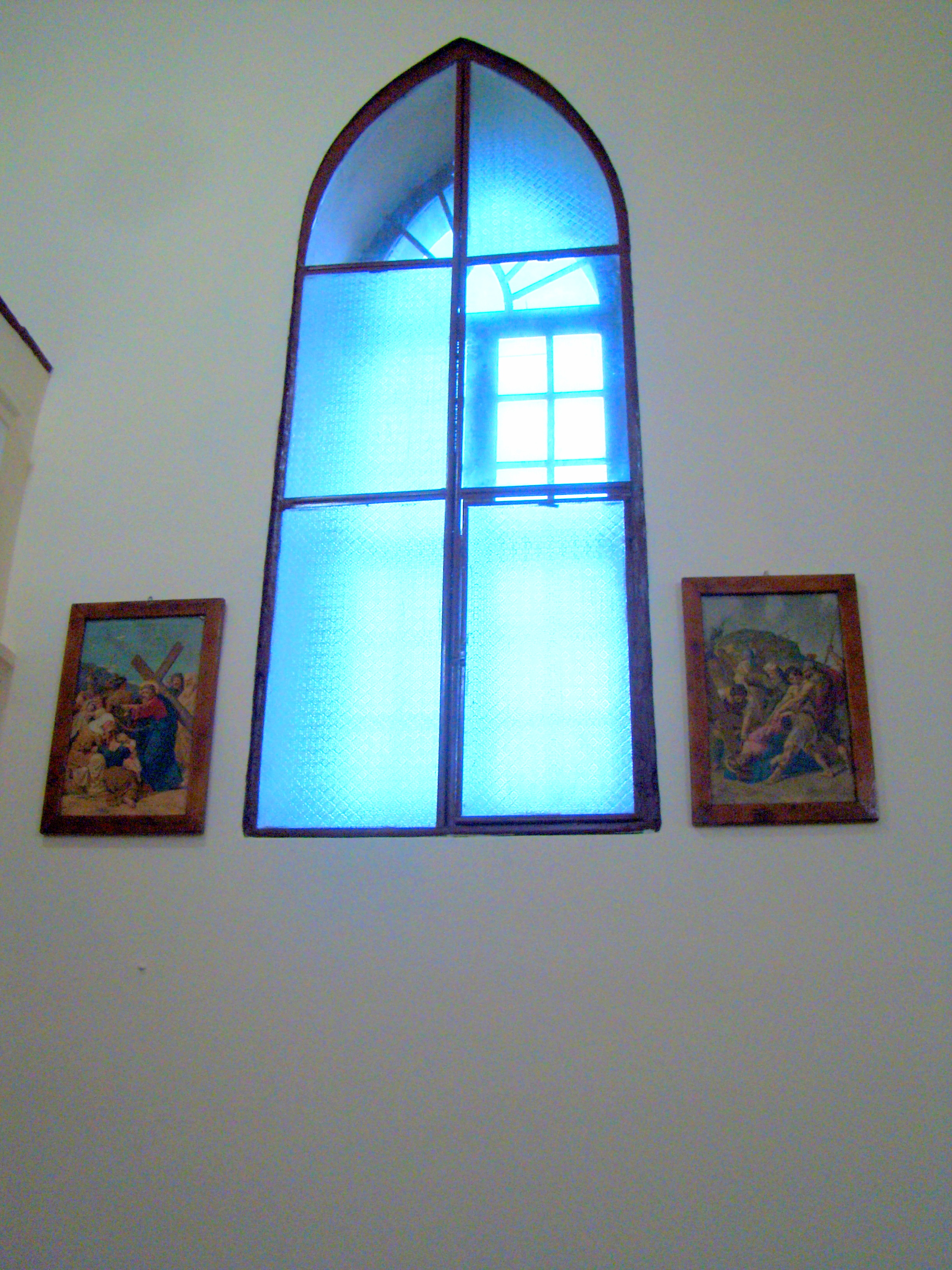
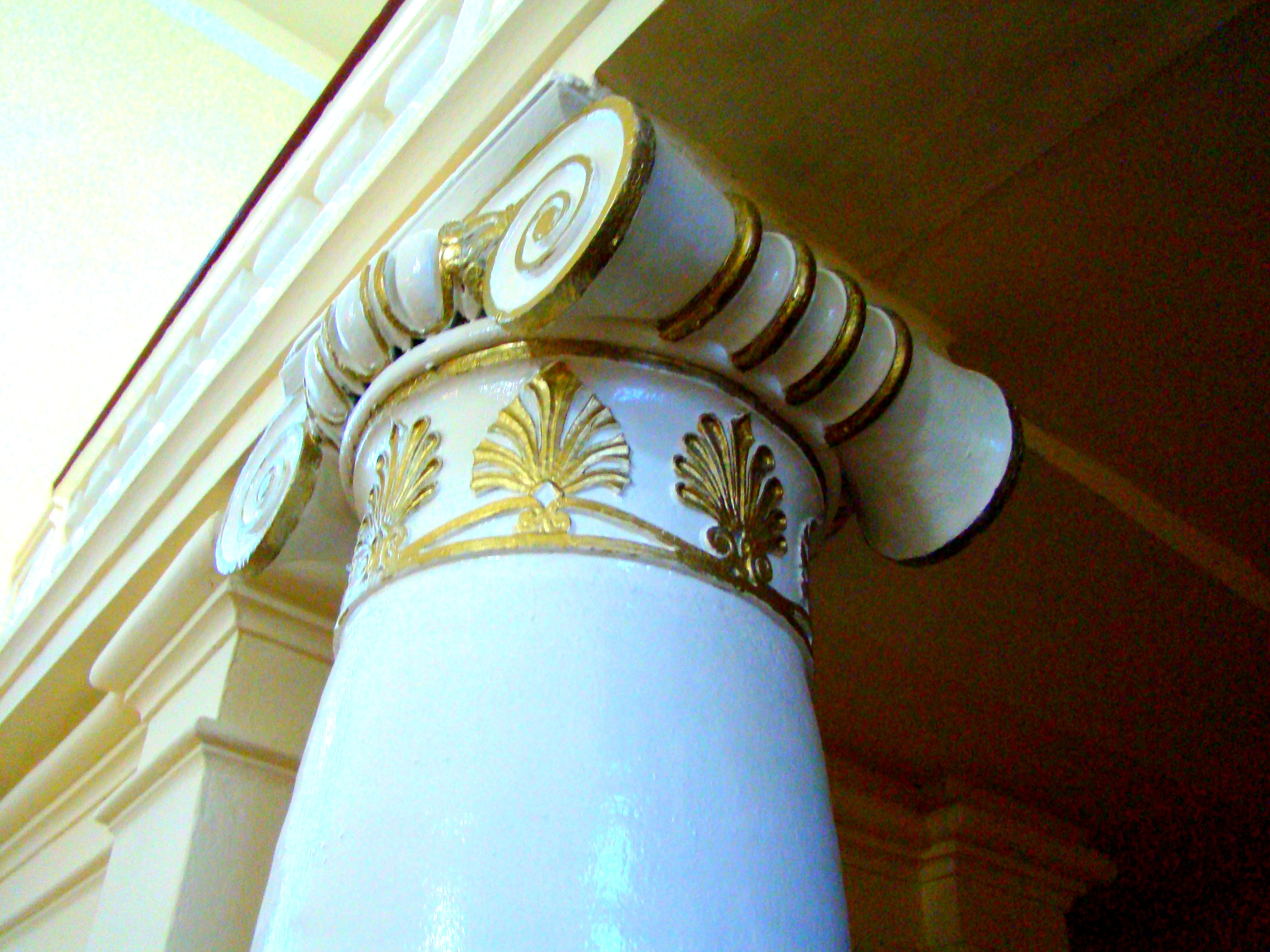
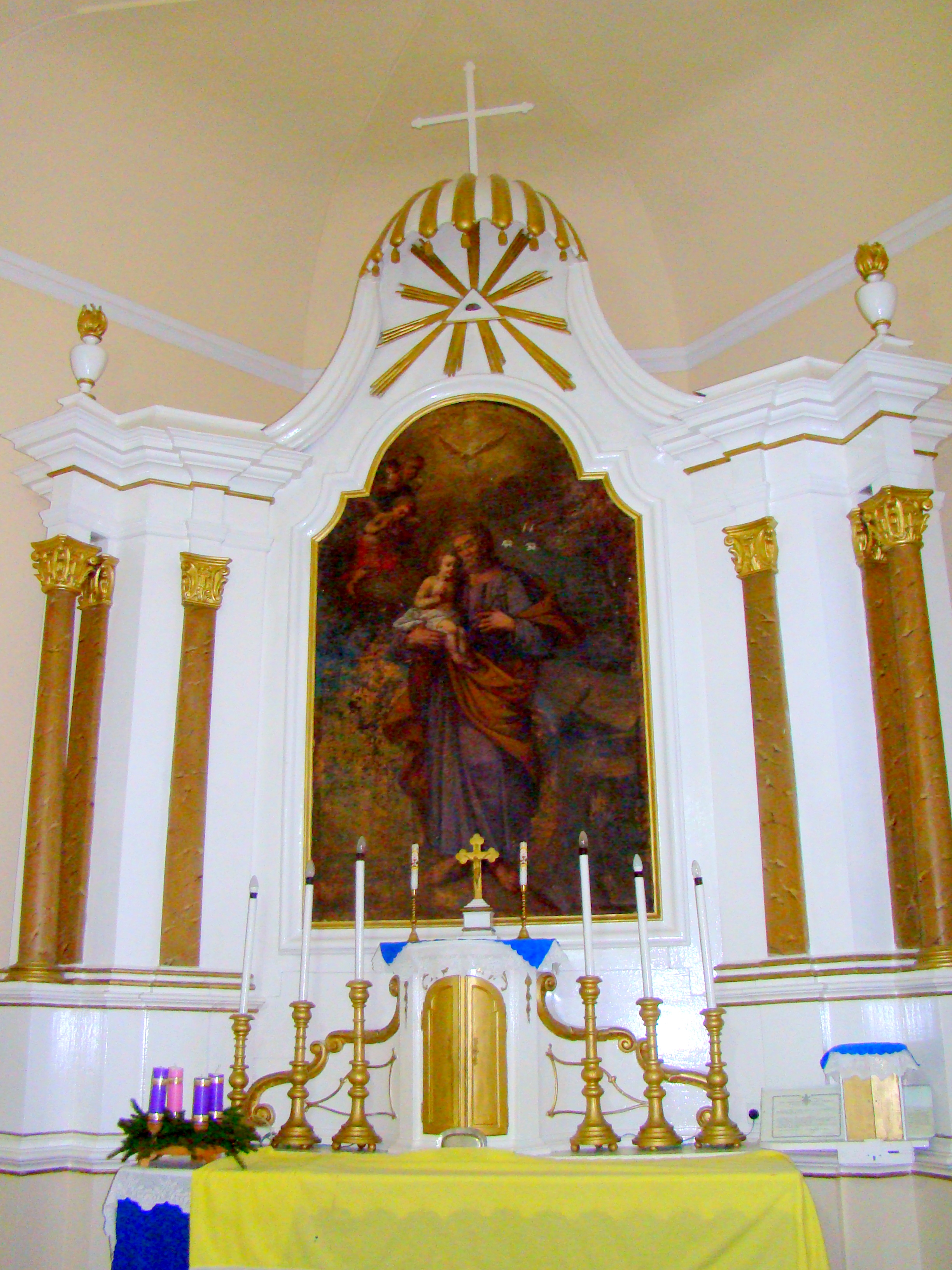
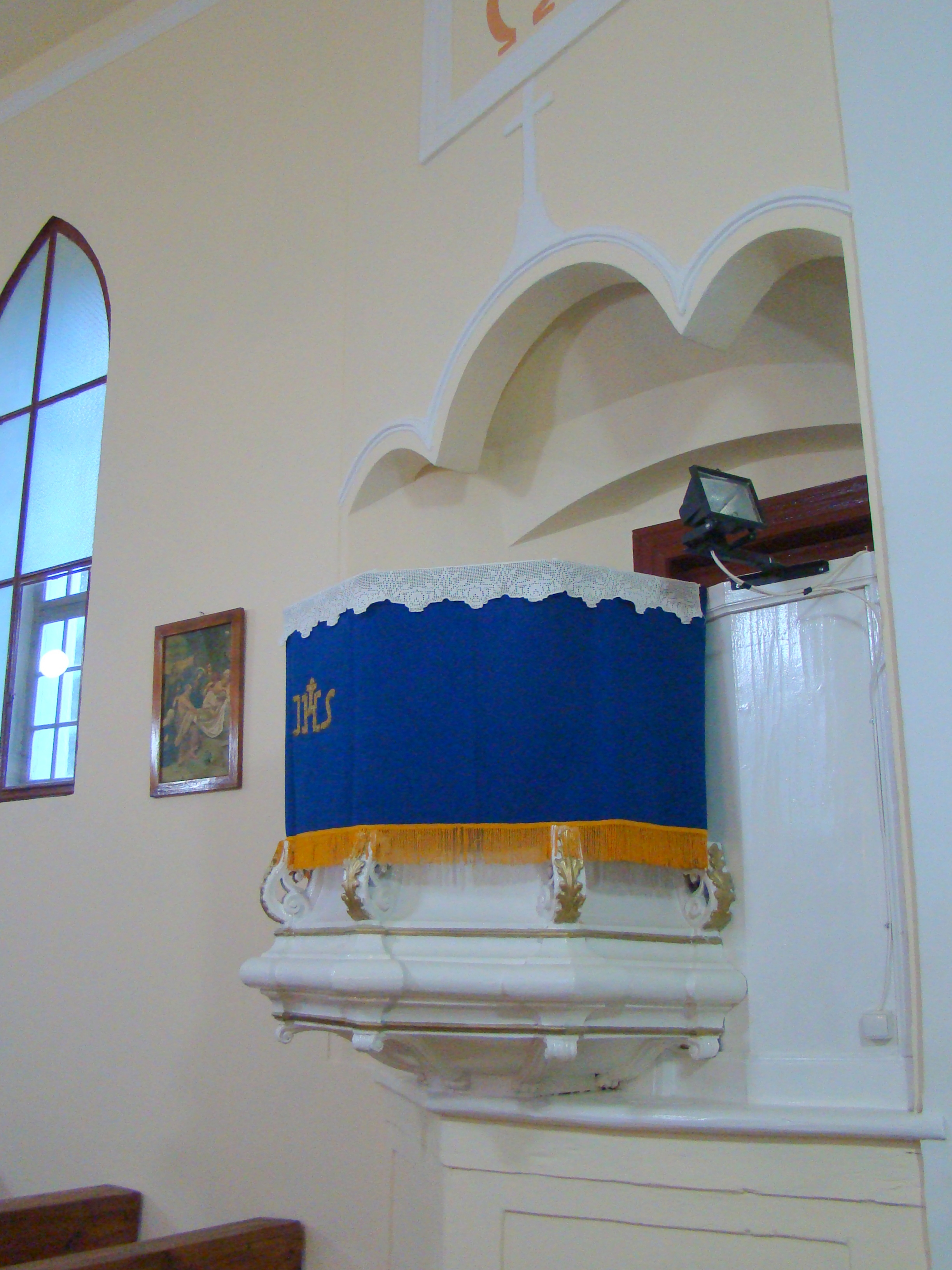
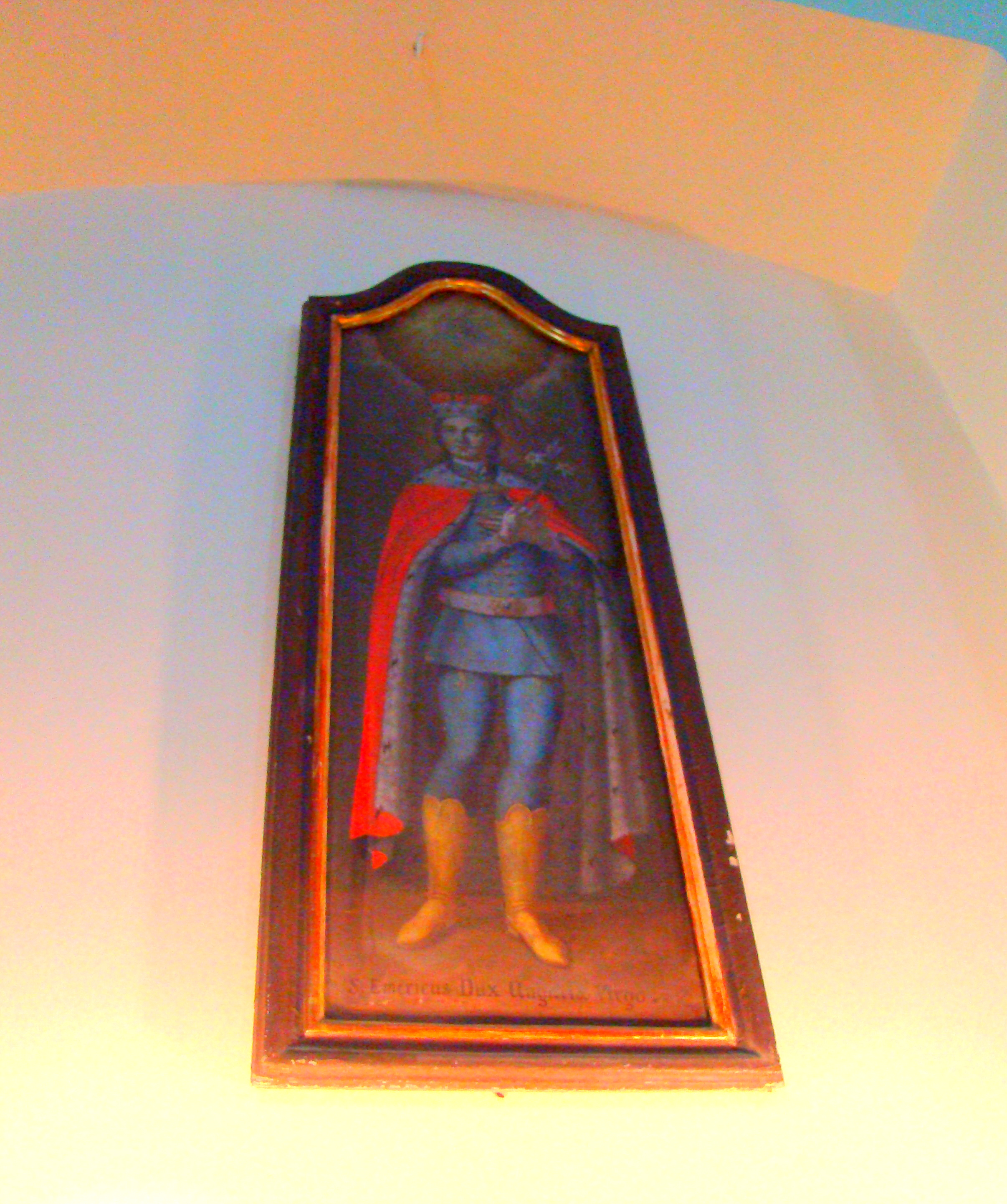
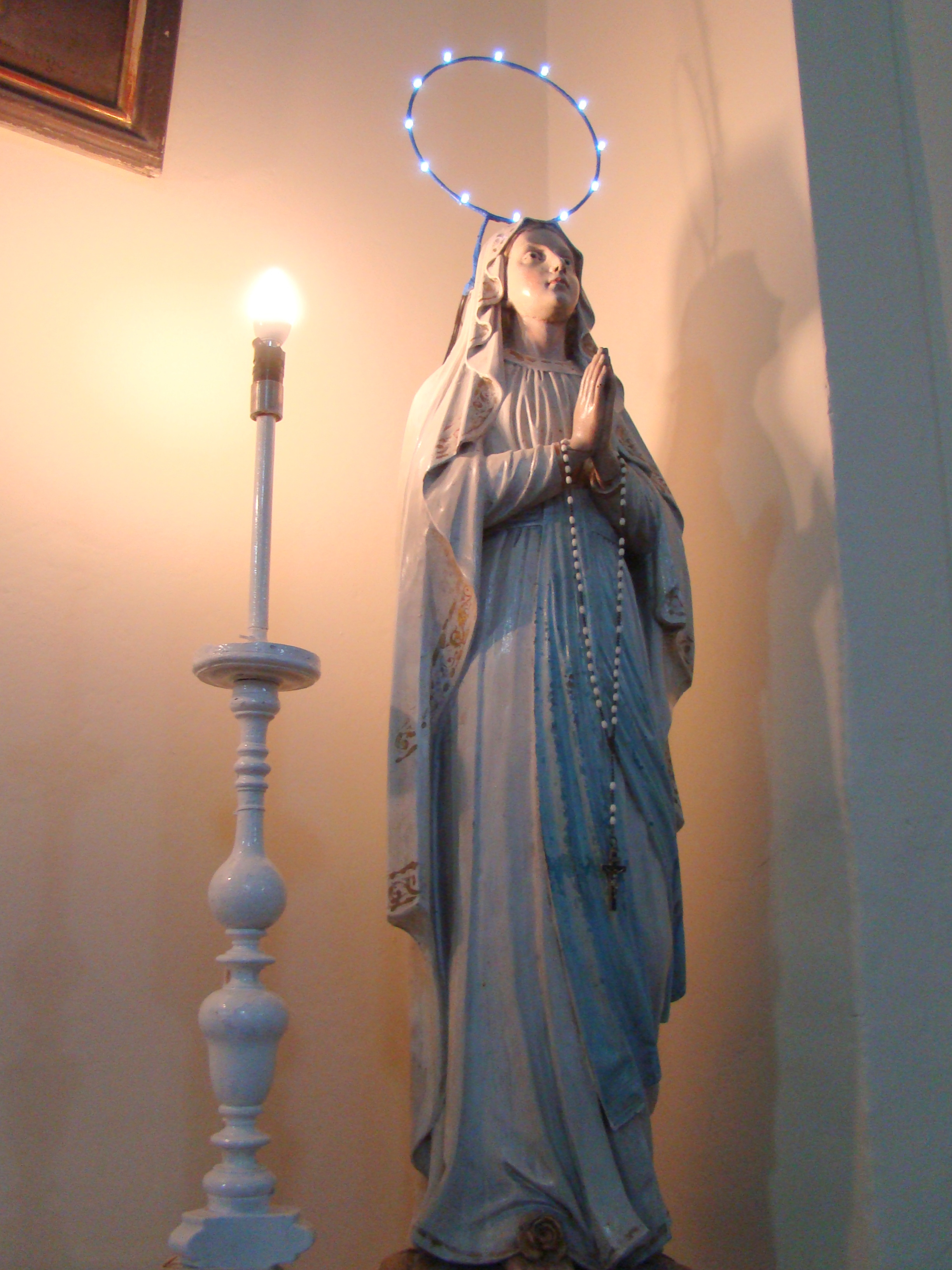
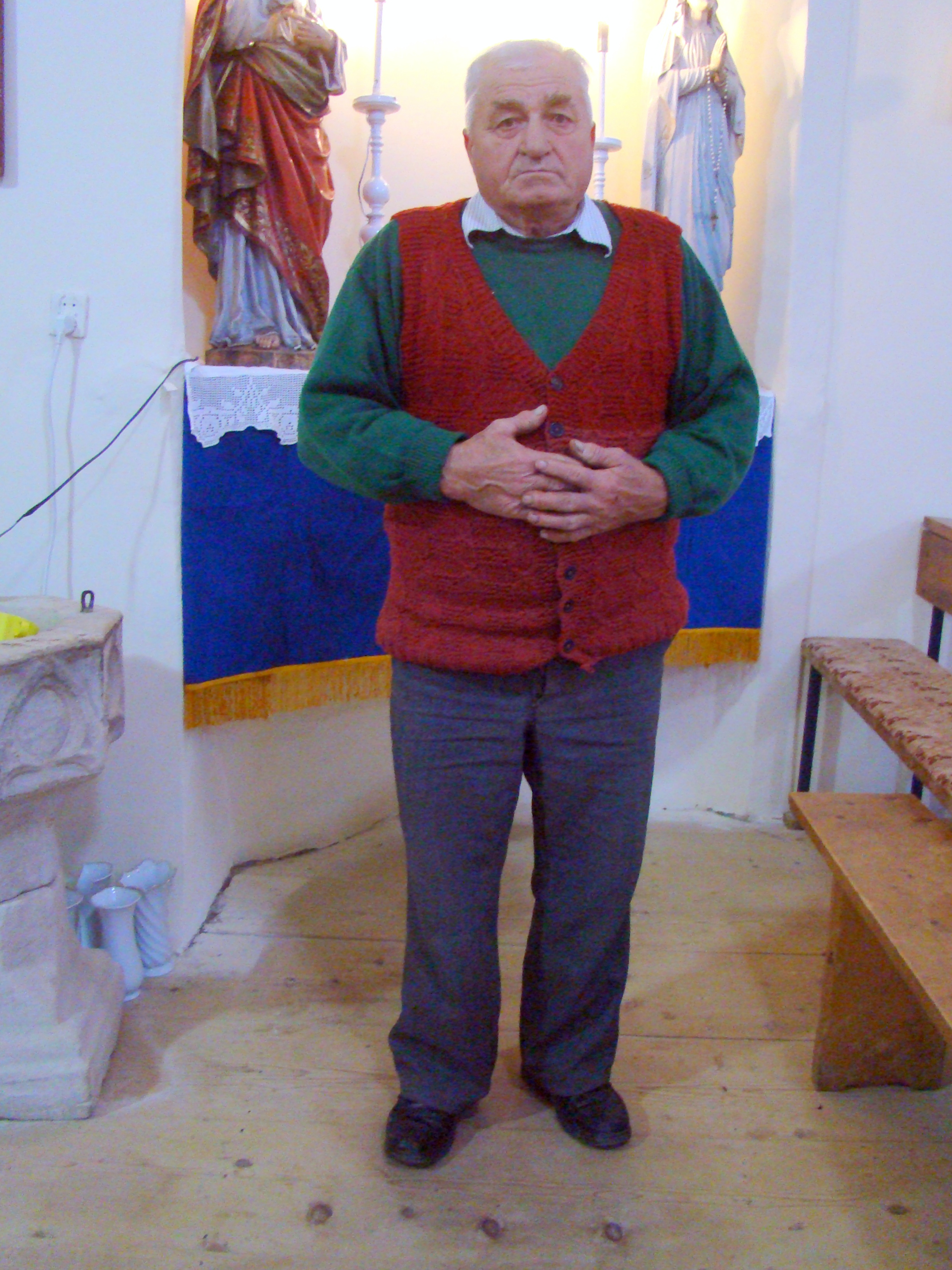
Curatorul bisericii romano-catolice din Bordoșiu: Lajos Dávid
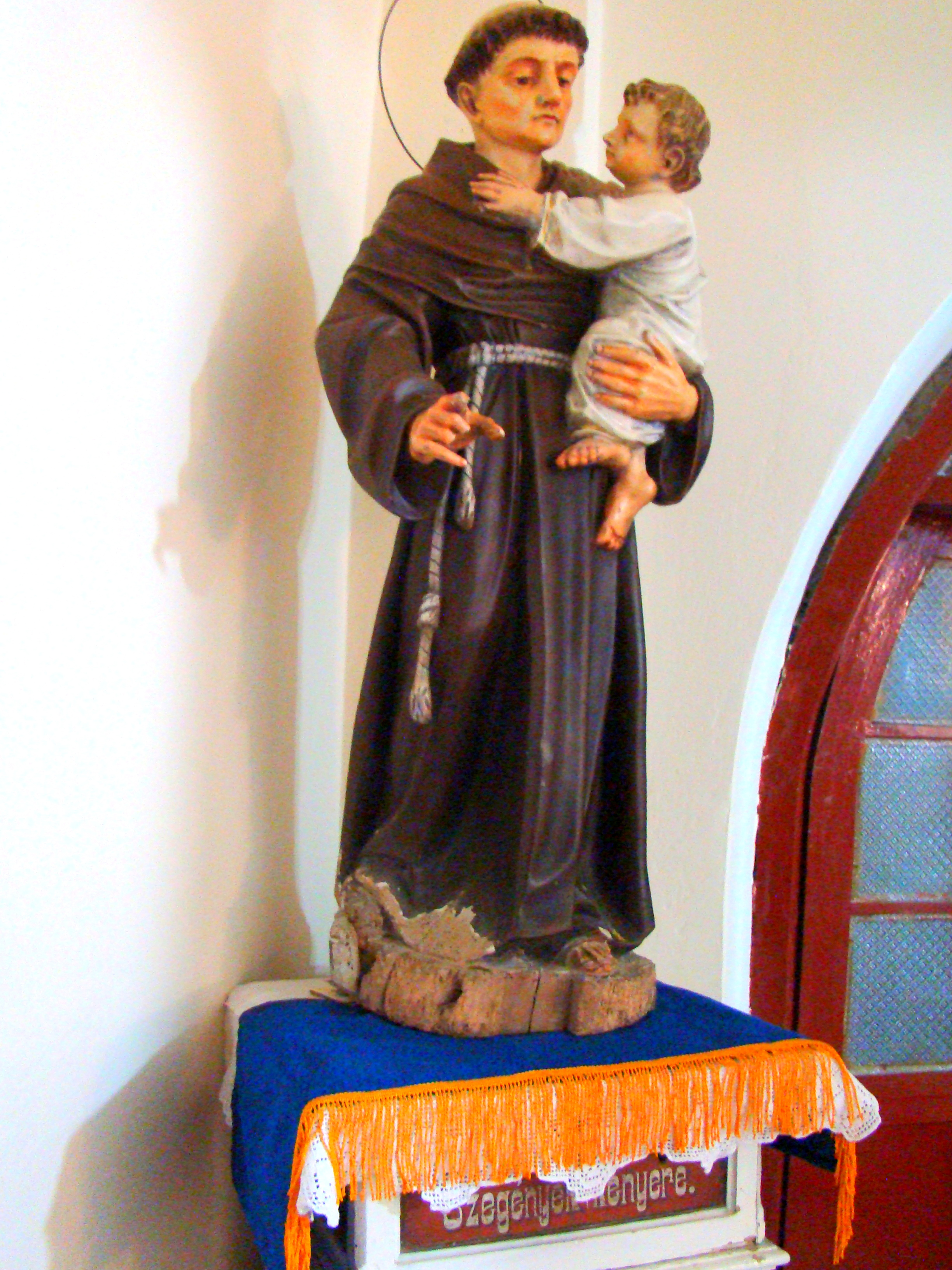
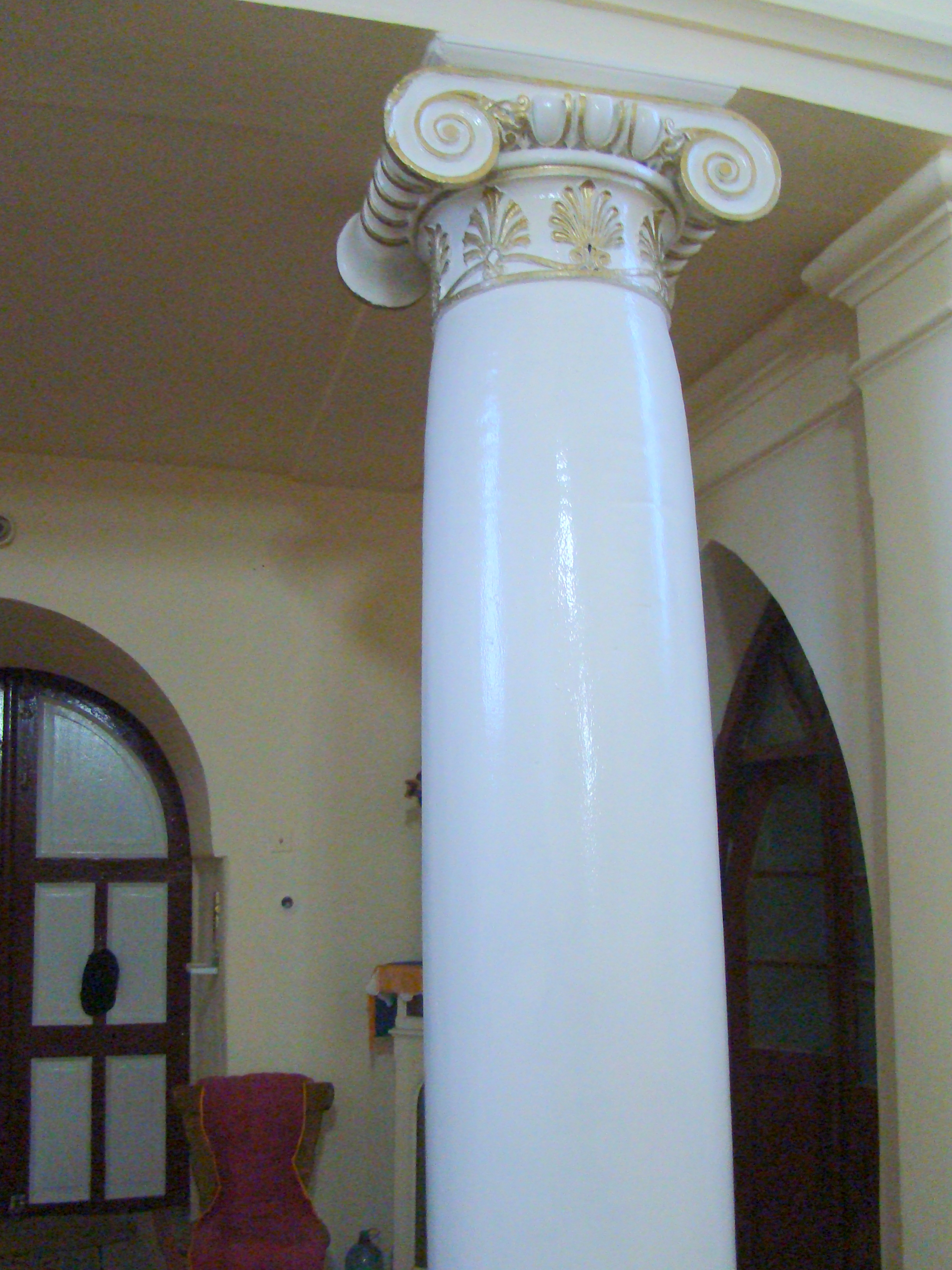
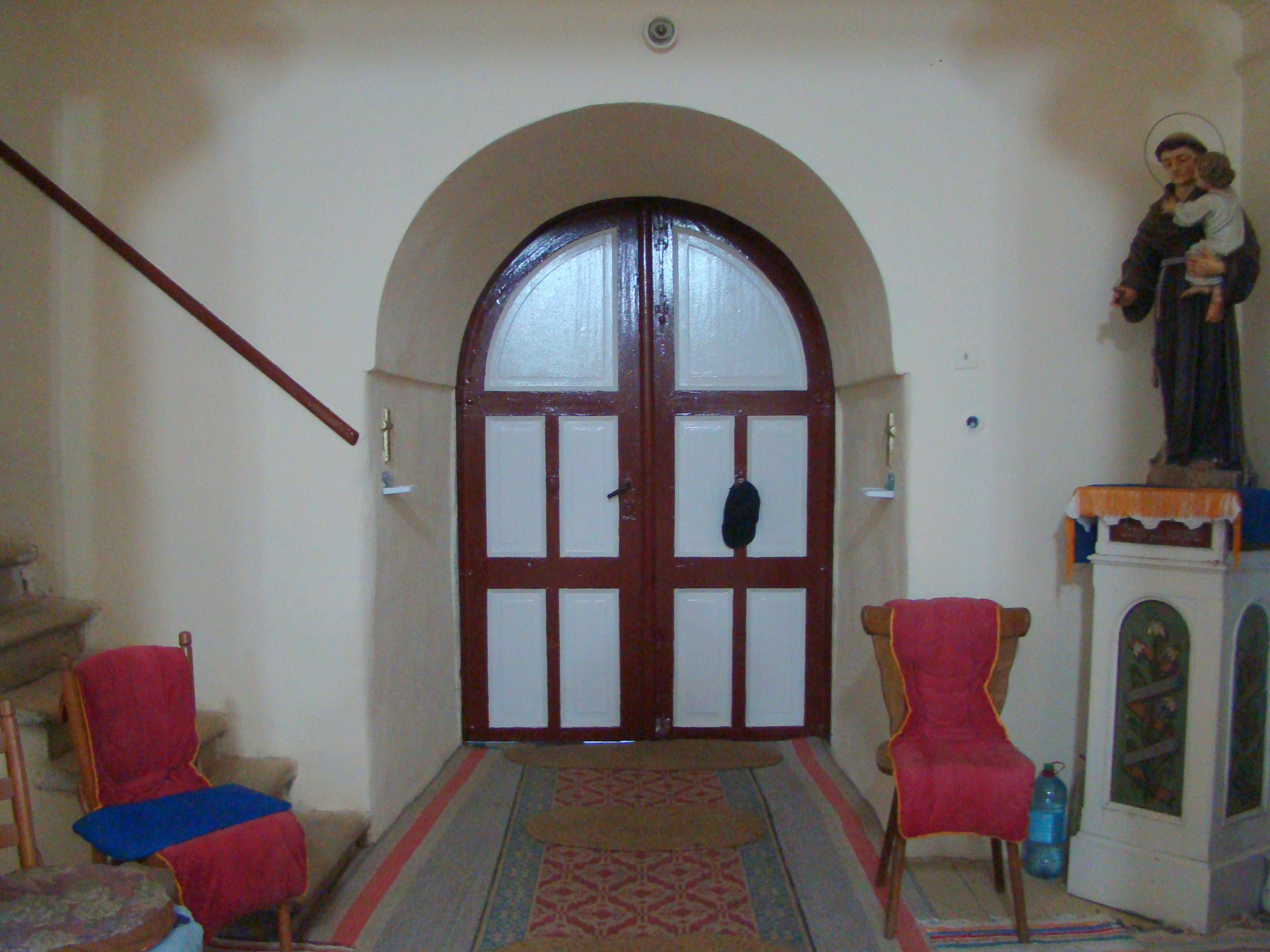
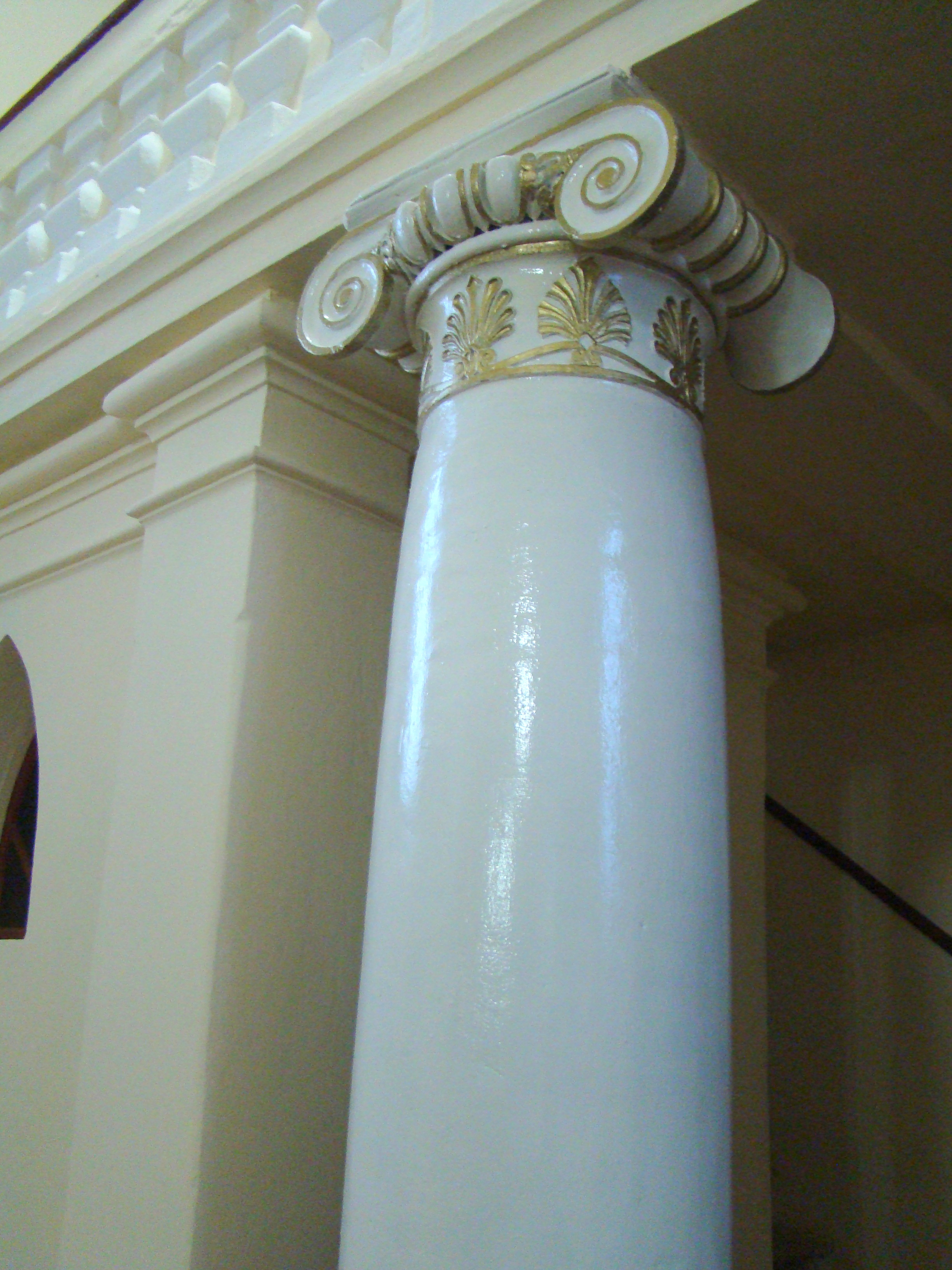
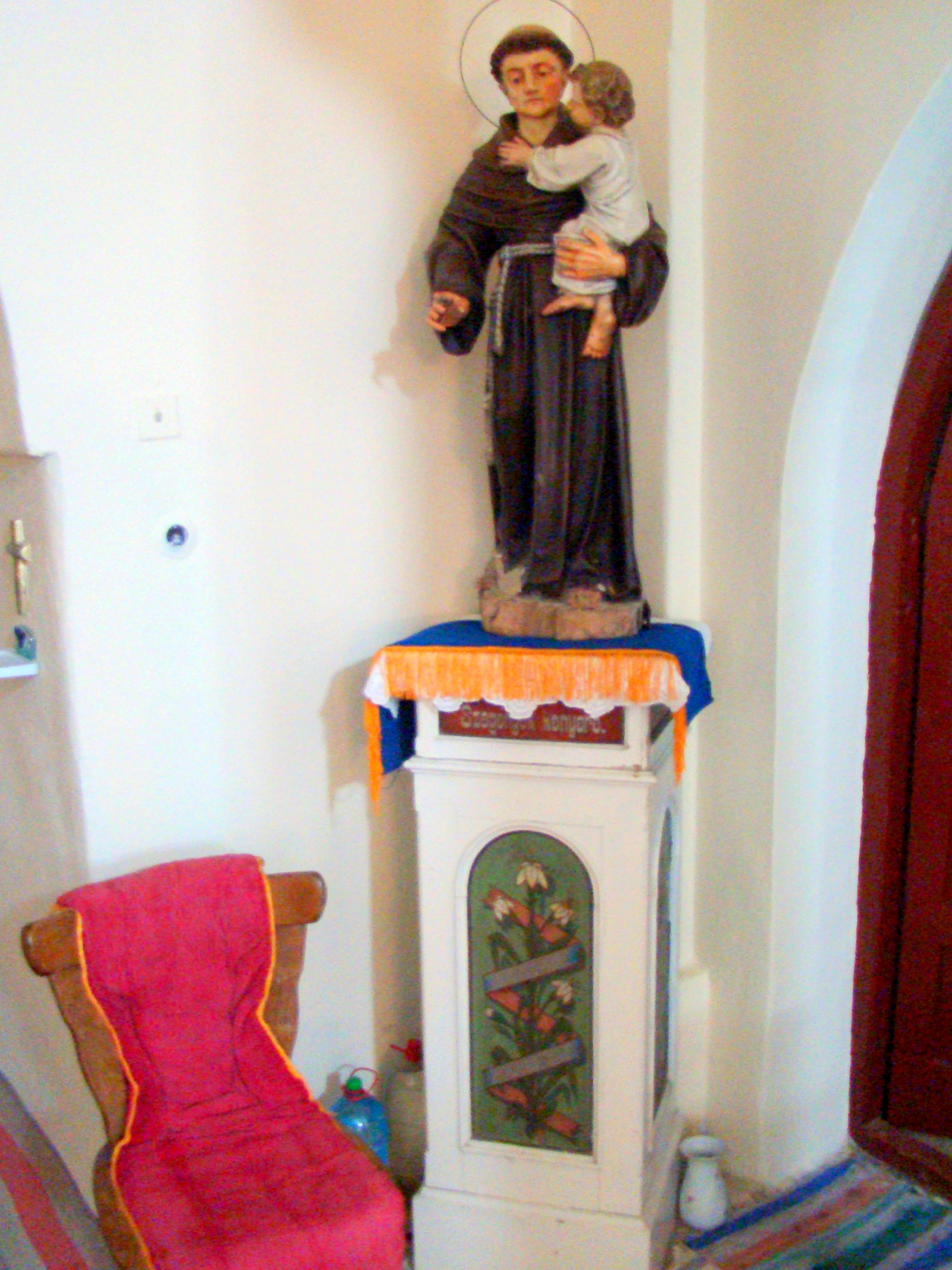
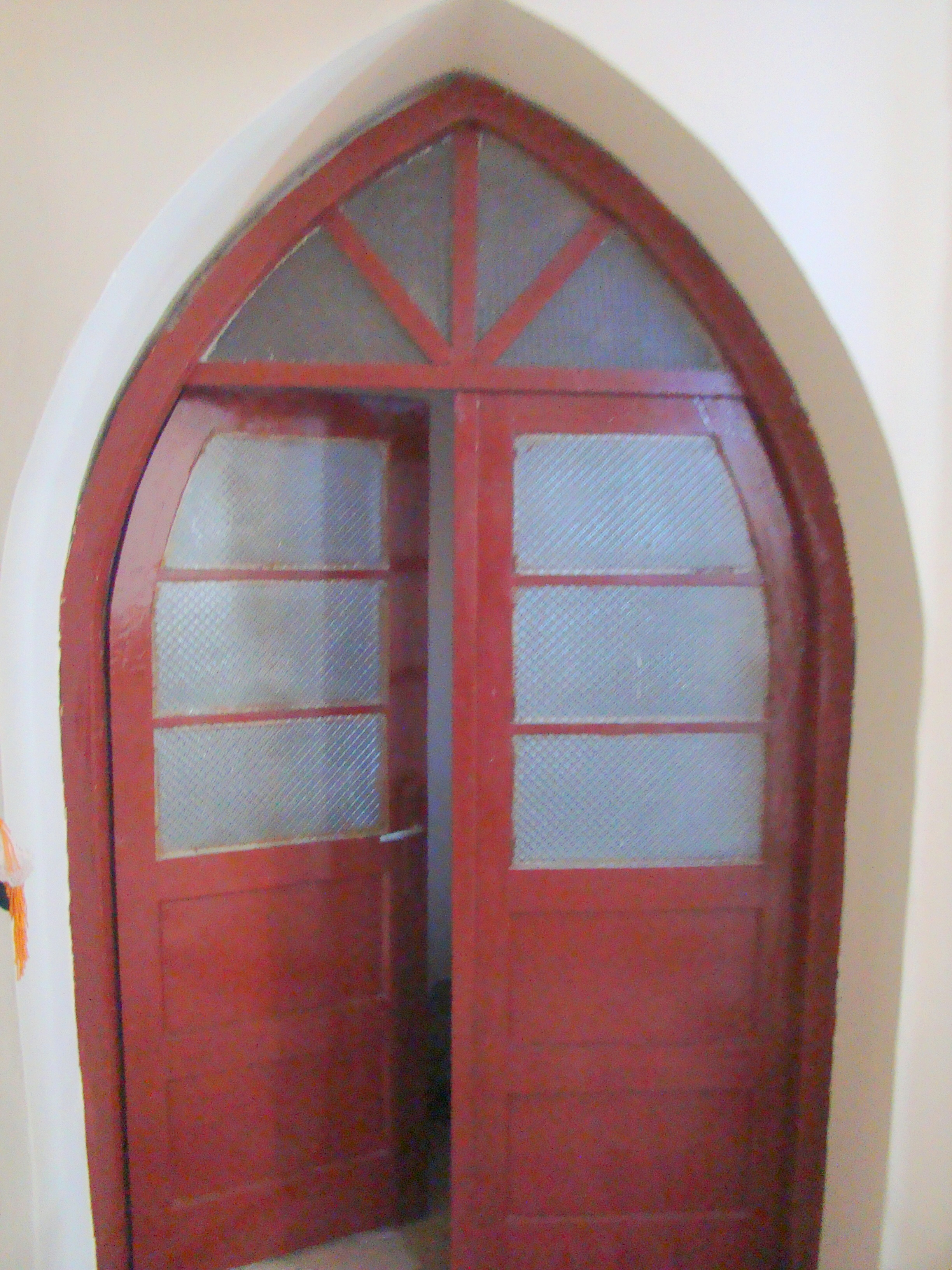